# Grand-Place de Louvain-la-Neuve
Pour les articles homonymes, voir Grand-Place (homonymie).
La Grand-Place est un espace public urbain situé à Louvain-la-Neuve, section de la ville belge d'Ottignies-Louvain-la-Neuve, en Brabant wallon.
La construction de la Grand-Place débute dans les années 1970, dans le cadre de l'aménagement de la ville conçue pour accueillir l'Université catholique de Louvain. Une seconde phase de développement a lieu entre la fin des années 1990 et le début des années 2000, complétant l'aménagement urbain de la place.
La place est entourée de plusieurs bâtiments emblématiques. À l'ouest se dresse le Collège Albert Descamps. On y trouve également les Auditoires Agora dans l'angle sud-est. Les côtés nord et sud, y compris le bâtiment de style postmoderne qui abrite le cinéma, sont plus tardifs. Les environs de la Grand-Place sont également riches en œuvres d'art, peintures ou sculptures.
La Grand-Place accueille régulièrement des événements publics comme « Louvain-la-Plage », une plage urbaine installée en été, « Louvain-la-Neige », un marché de Noël organisé en hiver, ainsi que « Louvain-la-Fête », une braderie festive accompagnée d’animations, organisée au mois de mai.
Le 21 mai 1985, le pape Jean-Paul II y a prononcé un discours devant des milliers de personnes lors de la dernière journée de sa première visite pastorale en Belgique.

## Urbanisme
Les concepteurs de Louvain-la-Neuve ont veillé à la mixité entre les bâtiments académiques et ceux destinés à la vie urbaine. Selon Jean Remy « pour préserver un bon équilibre, on proposa de distinguer des places à dominante urbaine par rapport à des places académiques situées à proximité ». Cette dualité se retrouve ici, où la Grand-Place est entourée de places académiques comme la place Montesquieu et la place du Cardinal Mercier, tout comme elle se retrouve dans l'ancien centre-ville où la place des Sciences est proche de la place des Wallons.

## Historique

### Genèse de la ville universitaire de Louvain-la-Neuve
Au cours des années 1960, le nombre d'étudiants de l'Université catholique de Louvain augmente rapidement en raison de l'évolution démographique et de la démocratisation des études supérieures. La loi du 9 avril 1965 sur l'expansion universitaire autorise la partie francophone de l'Université à envisager son expansion à Woluwe-Saint-Lambert et en Brabant wallon, ce qui amène l'Université à acquérir 150 hectares dès septembre 1966 sur le plateau agricole de Lauzelle à Ottignies.
Par ailleurs, les tensions entre les communautés linguistiques francophone et néerlandophone deviennent explosives à cause des revendications du mouvement flamand (né dès 1840) qui exige l'homogénéité culturelle de la Flandre. Ces tensions atteignent leur paroxysme en 1967-1968 avec l'affaire de Louvain, crise politique connue sous les noms de « Walen Buiten » (« Les Wallons dehors ») et de « Leuven Vlaams » (« Louvain flamande ») durant laquelle les Flamands exigent le départ des étudiants francophones de Louvain au nom du droit du sol et de l'unilinguisme régional, ce qui amène l'Université à décider le transfert intégral de sa section francophone hors de Louvain et à faire sortir de terre une ville universitaire entièrement neuve à Ottignies à partir de 1970,.
La loi du 24 mai 1970 institue deux universités séparées, la première pierre de la ville nouvelle de Louvain-la-Neuve est posée le 2 février 1971 et la faculté des Sciences appliquées ainsi que les premiers habitants s'y installent dès 1972.

### Grandes phases de la construction de la ville
La construction de la ville commence dès 1970 avec le quartier est, qui regroupe le Cyclotron (1970-1972), la place Sainte-Barbe (1970-1972), la Bibliothèque des Sciences (1970-1973),, la place des Sciences (1970-1976) et la place Croix-du-Sud (1974-1975),.
Elle se poursuit en 1974-1976 avec la rue des Wallons, la place des Wallons,,,,, la gare de Louvain-la-Neuve et les Halles universitaires, et en 1977 avec les Auditoires Agora.
La place des Sciences, la place Galilée et la place des Wallons constituent pendant quelques années le vrai centre de Louvain-la-Neuve,,, mais, au fil des ans, le centre ville se déplace progressivement, vers l'axe constitué par la place de l'Université, la Grand-Rue et la Grand-Place, axe renforcé depuis 2005 par la rue Charlemagne et le centre commercial Esplanade.

### Construction des bâtiments de la Grand-Place
Les Auditoires Agora sont construits en 1977, en même temps que le côté est de la place.
Le collège Albert Descamps est édifié de 1976 à 1980 par les architectes Gabriel Epstein et Roger Thirion et inauguré en 1981, pour abriter les facultés des sciences théologiques et canoniques. Celles-ci avaient décidé de ne pas attendre la dernière phase du transfert de l'Université catholique de Louvain pour s'installer à Louvain-la-Neuve. Elles s'étaient installées provisoirement en 1974 dans des bâtiments destinés aux sciences exactes, avant de pouvoir s'établir définitivement dans le collège Albert Descamps.
Le côté nord et le bâtiment de style postmoderne qui abrite le cinéma sont plus tardifs. Le complexe de 13 salles de cinéma est construit en 2000-2001 dans le cadre du projet Esplanade est et exploité par l'UGC de 2001 à février 2008, avant d'être repris en 2010 par le groupe Euroscoop et rebaptisé Cinéscope,.

### Visite du pape en 1985

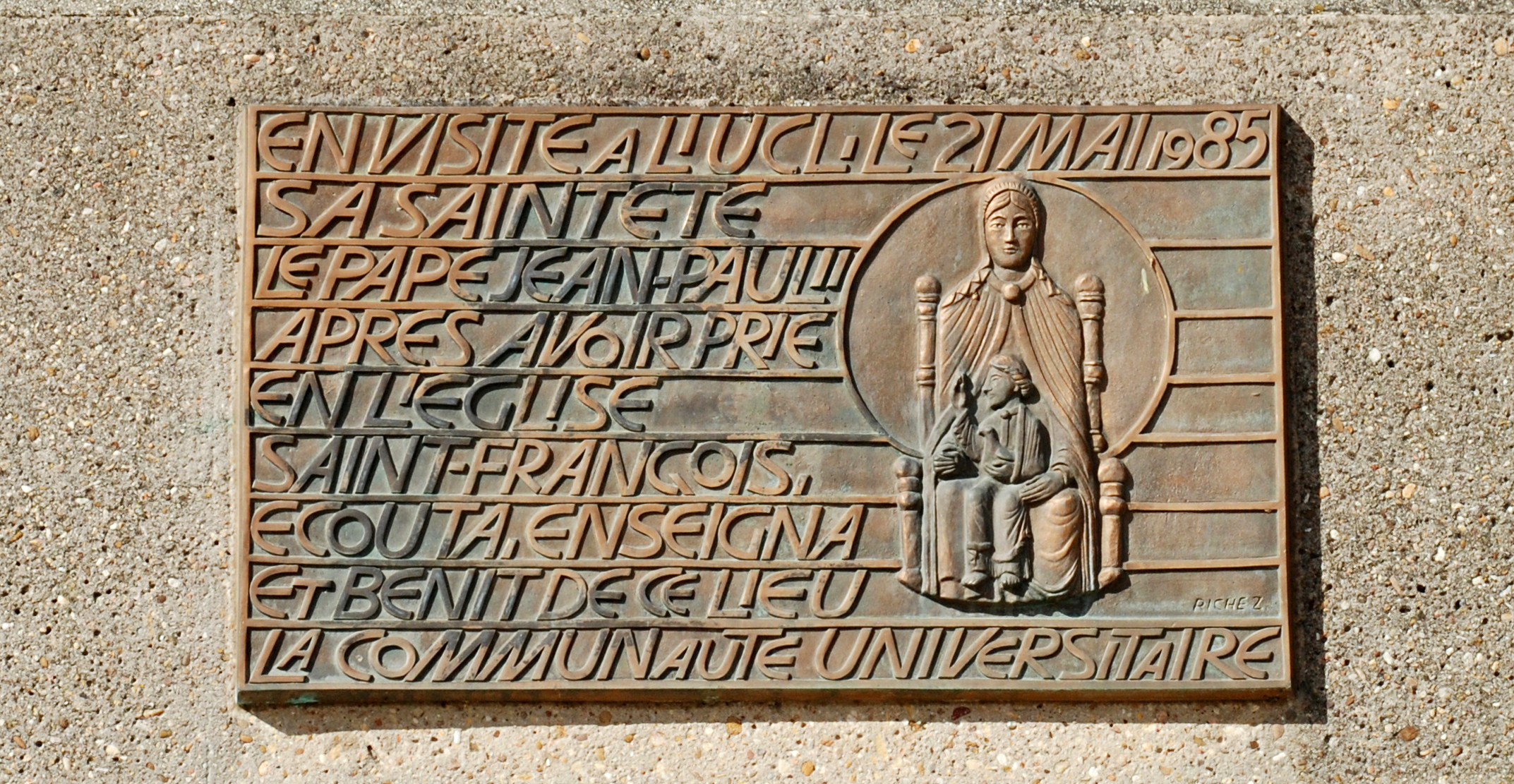
Plaque commémorative apposée sur la façade du collège Albert Descamps.

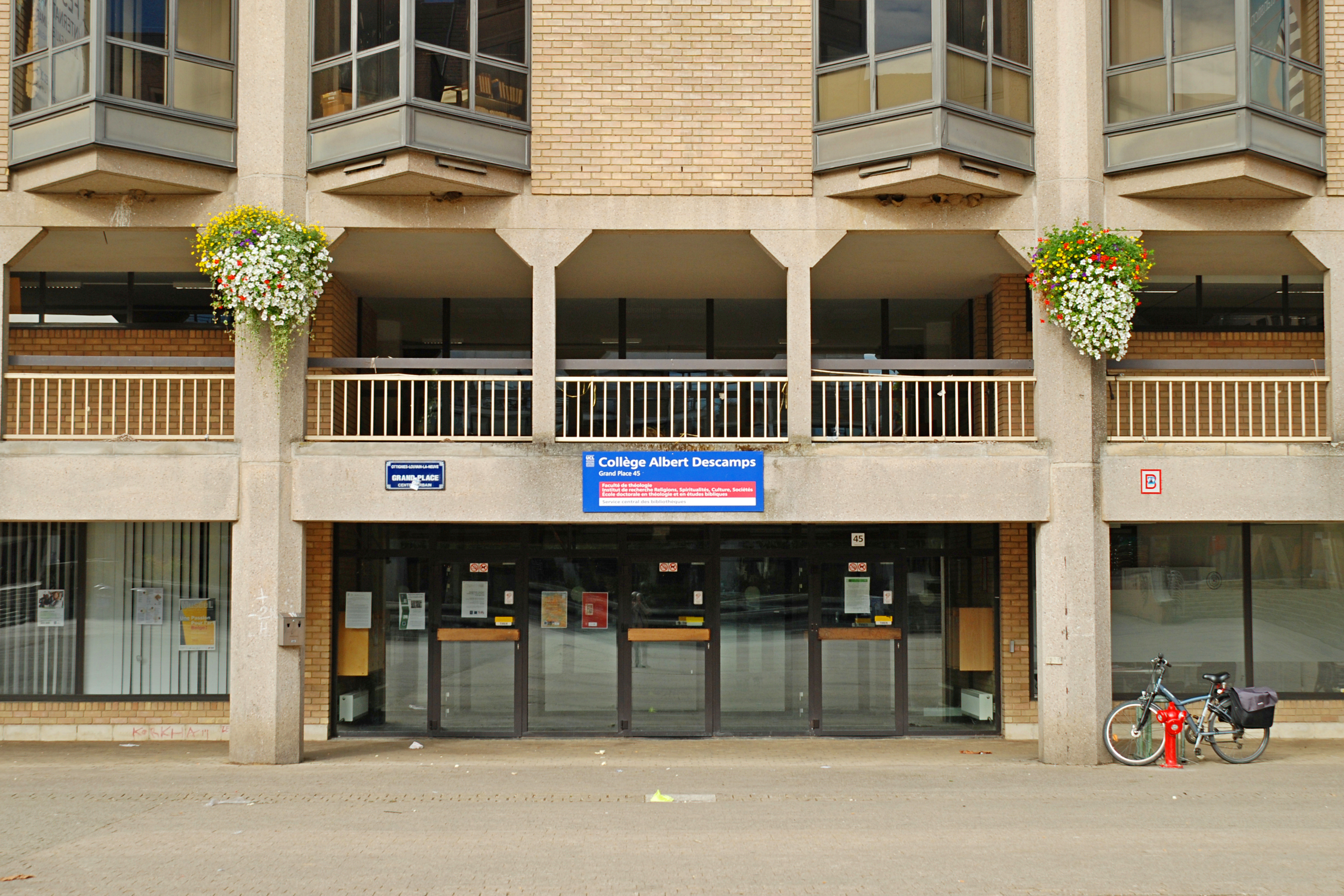
Le balcon devant lequel était dressée la tribune d'où le pape a prononcé son discours en 1985.

Durant les 26 années de son pontificat, le pape Jean-Paul II s'est rendu à deux reprises en Belgique,.
La première visite se déroule du 16 au 21 mai 1985 et mène le souverain pontife à Bruxelles le 16 mai, à Anvers, Ypres et Gand le 17 mai, à Malines, Beauraing et Namur le 18 mai, à Bruxelles, Namur, Laeken et Liège le 19 mai, à Louvain le 20 mai et enfin à Louvain-la-Neuve et à Banneux le 21 mai,.
Arrivé en hélicoptère sur le pont où le boulevard de Lauzelle enjambe la « Nationale 238 » (appelé depuis le « pont du pape »), Jean-Paul II se rend d'abord en l'église Saint-François (inaugurée peu de temps auparavant, en 1984) où il se recueille, s'entretient avec les responsables de la paroisse et bénit la nouvelle statue de la Sedes Sapientiae, emblème de l'Université.
Il se rend ensuite dans le patio de la Faculté de philosophie et lettres (place Blaise Pascal), où l'attendent des représentants de l'ensemble de la communauté universitaire, avant de rejoindre la Grand-Place dont le côté nord, à cette époque, n'est pas encore bâti et est encore ouvert sur les champs.
Sur la Grand-Place, le pape apparaît sur une tribune blanche adossée au Collège Albert Descamps, qui abrite la Faculté de théologie, et il est accueilli par le recteur de l'UCL Mgr Édouard Massaux en présence de 30 000 personnes. Véronique Oruba, étudiante belge d'origine polonaise et présidente de l'Association générale des étudiants, s'adresse alors au Souverain Pontife en s'écartant du texte initialement prévu pour interpeller le pape sur la nouvelle pauvreté, les dangers du néolibéralisme, la campagne "Touche pas à mon pote", la contraception et la théologie de la libération, ce qui lui vaut d'être « particulièrement chahutée par un important groupe d'étudiants proche de l'Opus Dei »,.
Selon Yves Vander Cruysen, « Contre toute attente, le pape salua son courage, l'embrassant affectueusement, lui soufflant même à l'oreille que son discours avait été très bon ». Mais dans son discours, Jean-Paul II ne lui répond pas : il s'en tient à son texte, qui traite du passé vénérable de l'Université catholique de Louvain et du sens d'une université catholique dans le monde contemporain.
Jean-Paul II se voit enfin remettre par trois représentants des étudiants une calotte honorifique portant les insignes des neuf facultés de l'UCL. Après avoir coiffé ce couvre-chef, le pape remet sa calotte blanche en précisant, non sans humour, que l'on ne pouvait porter deux chapeaux à la fois.
Le pape rejoint ensuite son hélicoptère et redécolle de cet endroit appelé « pont du Pape » par décision du Conseil communal de la Ville d'Ottignies-Louvain-la-Neuve en date du 3 septembre 1985.
En souvenir de cette visite apostolique, deux plaques commémoratives furent installées, l'une au « Pont du Pape », précisément, et l'autre à la « Grand-Place », sur la façade de la Faculté de théologie.

## Statut patrimonial
L'ensemble formé par le Collège Descamps et le Collège Érasme figure à l'Inventaire du patrimoine immobilier culturel de la Wallonie sous la référence 25121-INV-0083-01.

## Architecture

### Collège Albert Descamps

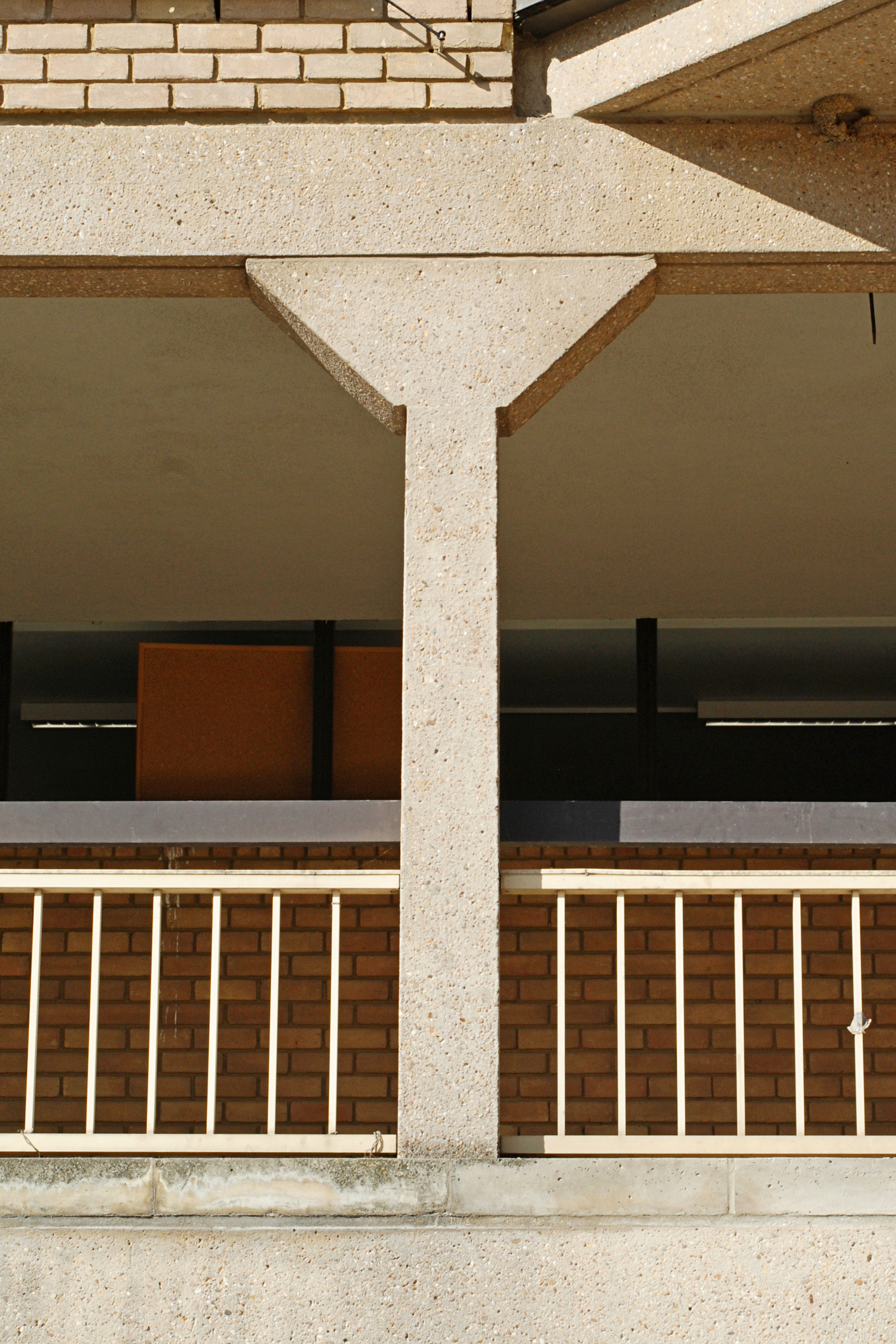
Colonnette en béton à chapiteau triangulaire.

Le bâtiment le plus emblématique de la Grand-Place est sans conteste le collège Albert Descamps, édifié de 1976 à 1980, terminé en 1980 comme le montre la plaquette apposée sur la façade et inauguré en 1981.
Cet édifice, qui occupe le côté ouest de la Grand-Place et dont la silhouette évoque celle d'une église notamment par la présence d'un clocher et d'une horloge, abrite la Faculté de théologie, l'Institut de recherche sur les religions, les spiritualités la culture et la société, l'École doctorale en théologie et en études bibliques ainsi que le Service central des bibliothèques de l'UCLouvain, la Bibliothèque de théologie, qui communique avec la Bibliothèque des arts et lettres au Collège Érasme, et trois petits auditoires (amphithéâtres).
Rythmée par quatre hauts pilastres en béton, sa façade est percée à sa base d'une galerie piétonne qui prolonge l'espace public, surmontée d'une galerie à balustrade métallique ornée de trois paires de colonnettes en béton à chapiteau triangulaire. Ces colonnettes supportent un linteau en béton qui court sur toute la largeur de l'édifice et porte la façade faite de trois pans de briques séparés par deux paires d'oriels à base triangulaire.
Le pignon triangulaire est orné d'une horloge rouge et noire et est surmonté par une toiture en ardoises sommée d'un petit clocher carré à abat-sons. Ce clocheton se termine par une « sculpture-signal » en cuivre de 3 m de haut intitulée « La Cité », œuvre du sculpteur Philippe Denis (1912-1978) et don de la Fondation Michel Woitrin,. Conçue initialement dès 1972 pour être placée à l'entrée de la ville, la sculpture est installée sur le clocheton du collège Albert Descamps en 1980, après le décès de l'artiste. L'anneau ouvert qui termine la sculpture symbolise la ville ouverte.
L'épais linteau de béton qui surmonte la galerie du rez-de-chaussée est orné d'une plaque de bronze signée Richez qui commémore la visite du pape Jean-Paul II en 1985, sur laquelle on peut lire : 

En visite à l'UCL le 21 mai 1985, Sa sainteté le pape Jean-Paul II, après avoir prié en l'église Saint-François,

Ecouta, enseigna et bénit de ce lieu la communauté universitaire.
Le clocher contient un carillon qui sonne à chaque heure l'air de La P'tite Gayole, une chanson populaire en wallon chantée par Julos Beaucarne.

Le collège Albert Descamps
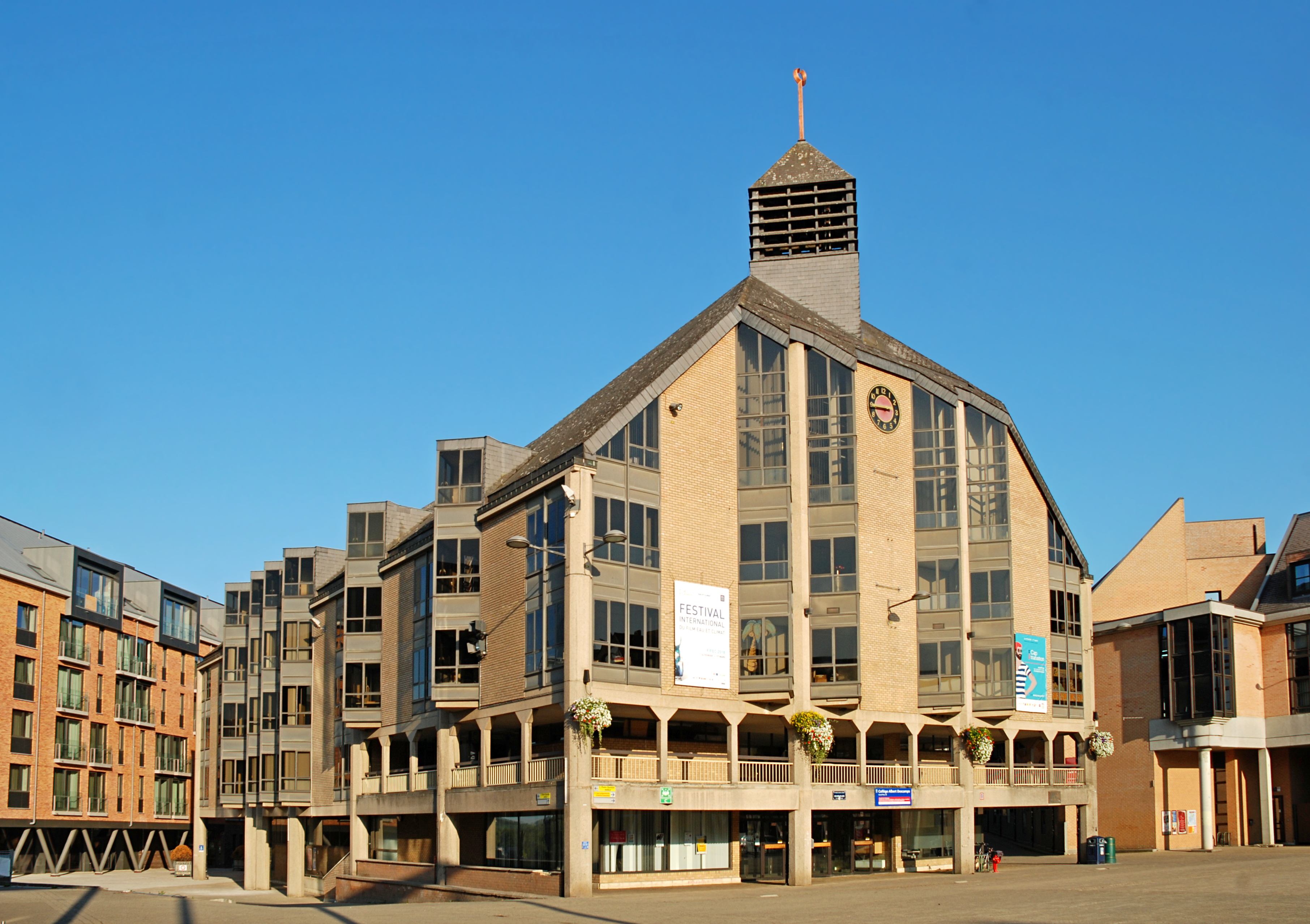
Le collège Albert Descamps.
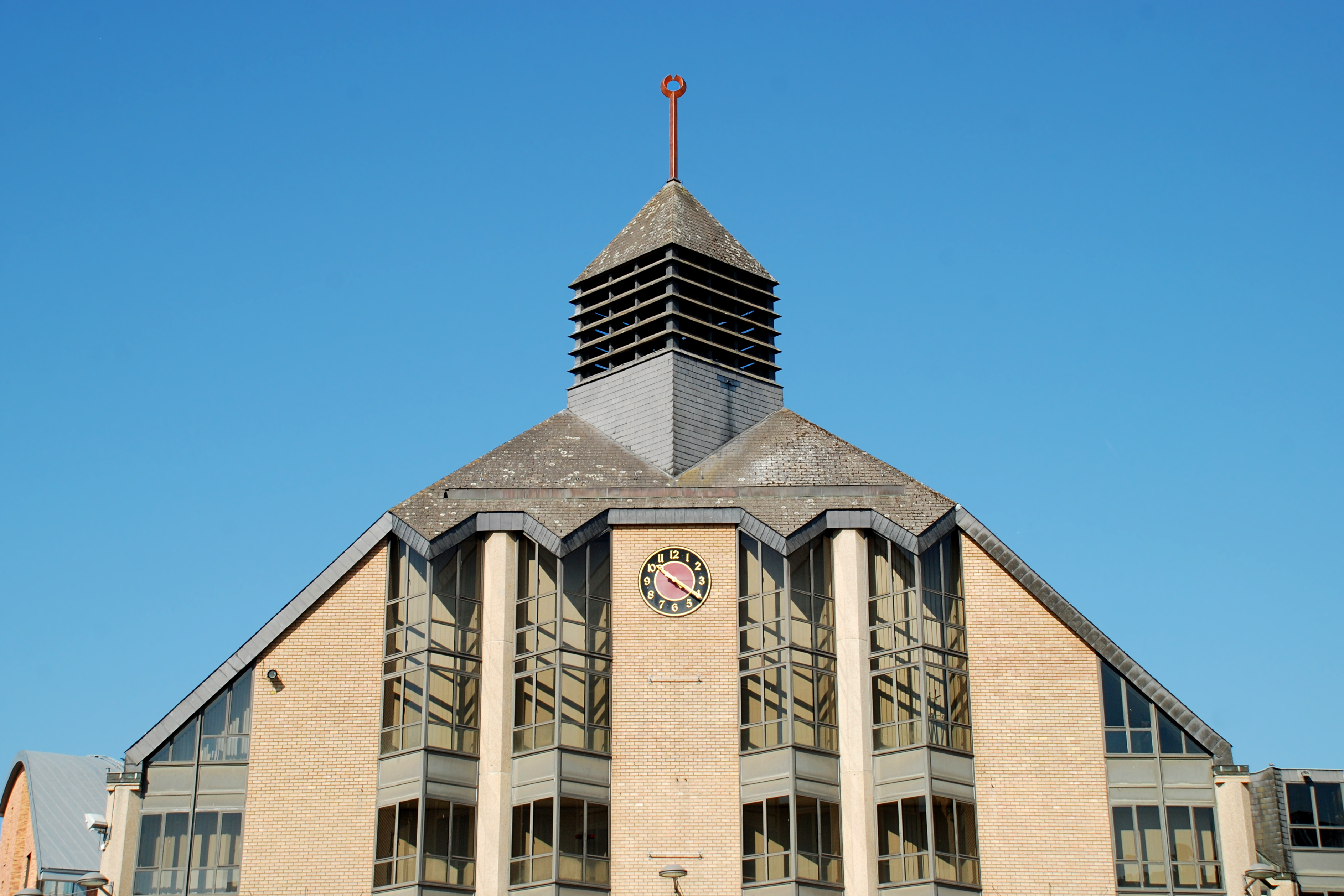
Le pignon.
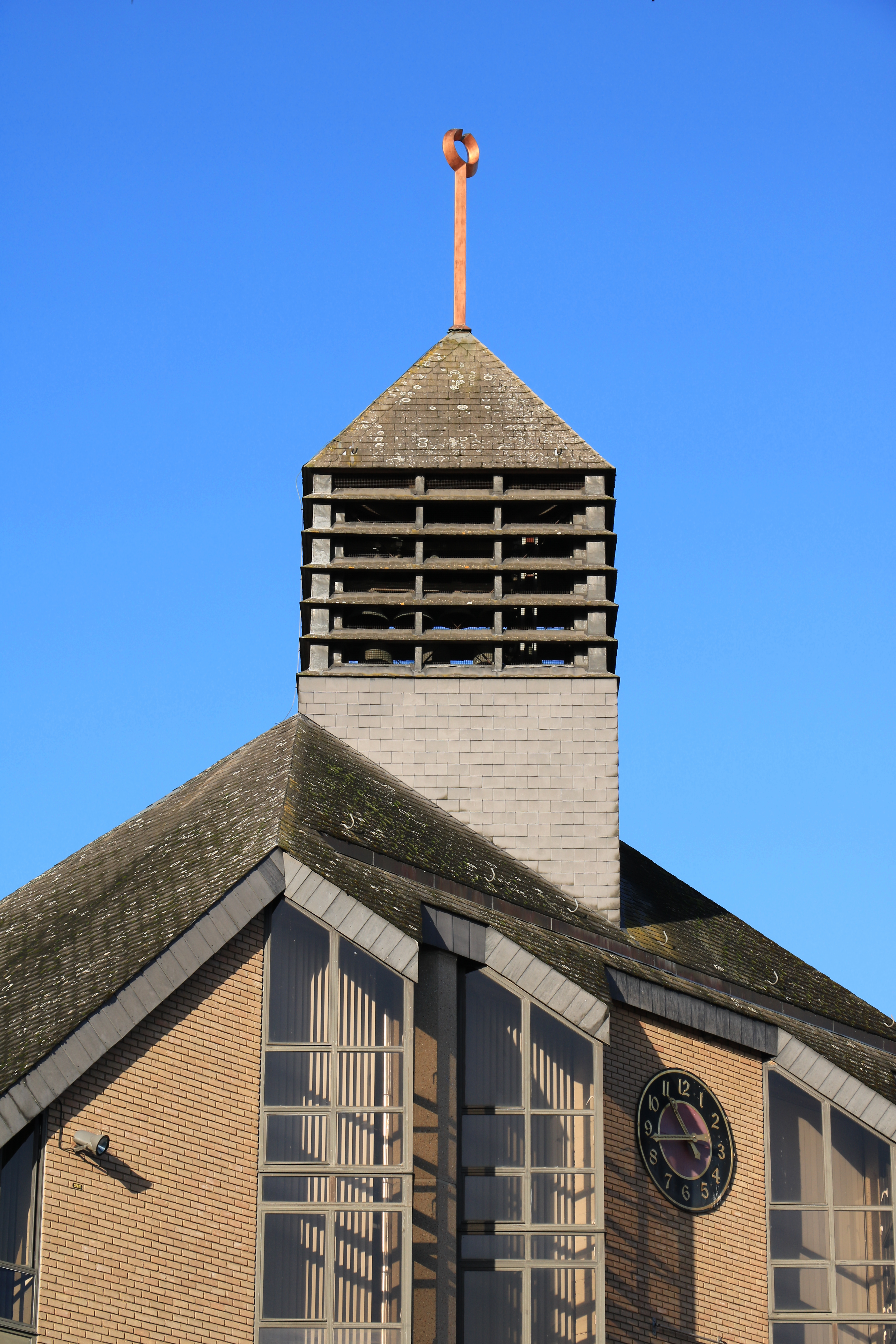
Le clocheton surmonté de « La Cité ».

### Auditoires Agora
L'angle sud-est de la place est occupé par les Auditoires Agora qui, à défaut d'être le bâtiment le plus emblématique de la Grand-Place, en sont le bâtiment le plus ancien puisqu'ils ont été construits en 1977, soit trois ans avant le Collège Albert Descamps.
Ce bâtiment est représentatif de l'architecture brutaliste, caractérisée par des surfaces de « béton brut » qui présentent une texture héritée du bois de coffrage, le béton « brut de décoffrage »,, gardant la marque des planches de bois qui ont servi au moulage, leurs veinures ainsi que leurs lignes de jointure.
Le bâtiment compte neuf auditoires : quatre de 60 places au rez-de-chaussée, et à l'étage deux de 300 places et trois de 150 places.
La galerie qui court le long de la façade nord des Auditoires Agora, portée par de massifs piliers de « béton brut » et interrompue par un patio, abrite l'antenne de Louvain-la-Neuve du centre culturel d'Ottignies-Louvain-la-Neuve, le magasin Oxfam de Louvain-la-Neuve et la Maison du développement durable (ou Espace Ginkgo Biloba), un espace destiné à la promotion de démarches citoyennes.
La façade orientale, orientée vers la place Agora et la Grand-Rue, est ornée d'une immense peinture murale de Claude Rahir intitulée C'est la Vie. L'artiste a peint la plus grande partie de cette fresque en 1977 et en a complété la partie droite près de vingt ans plus tard, en 1995.

Auditoires Agora
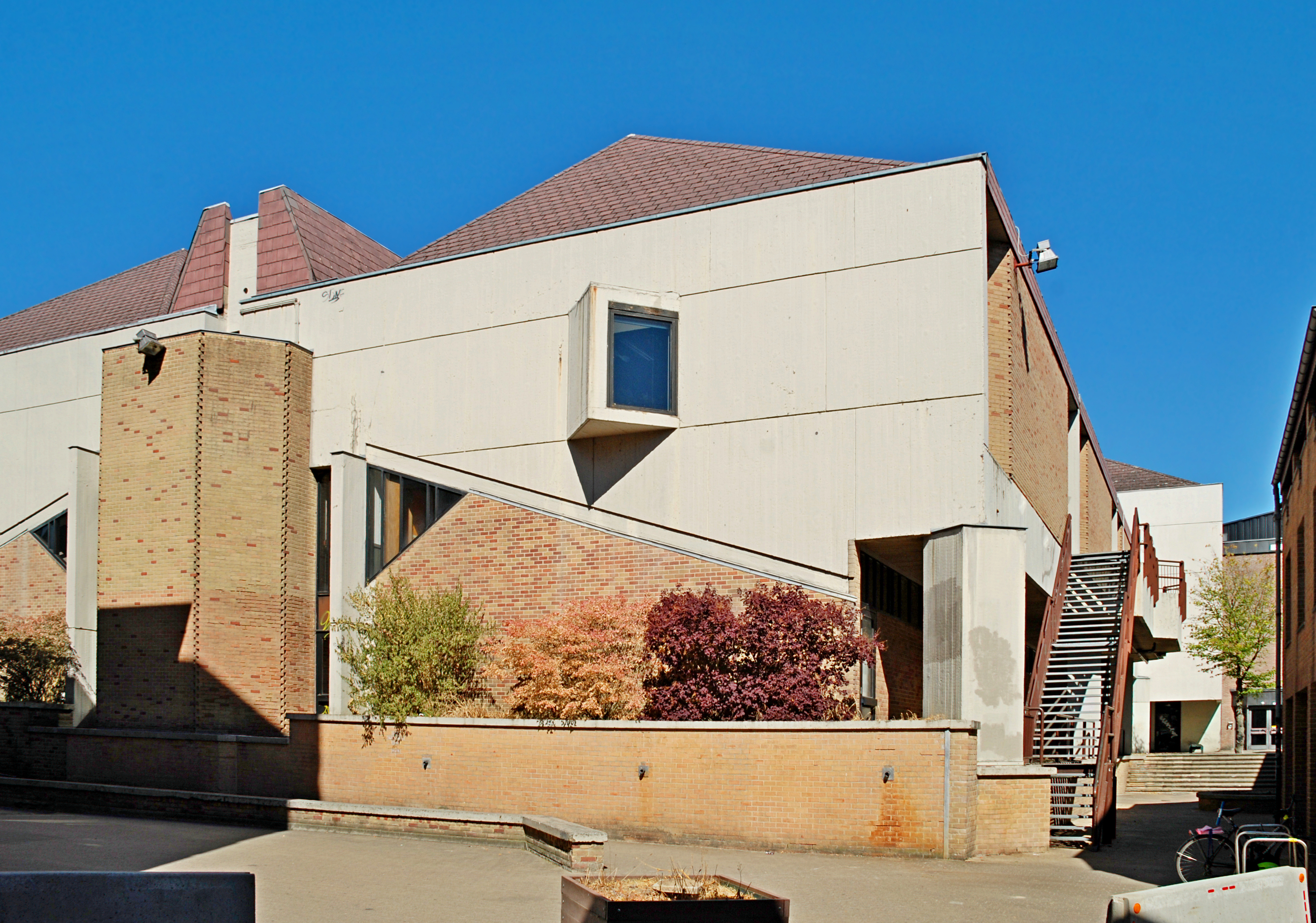
Façade occidentale, rue Montesquieu.
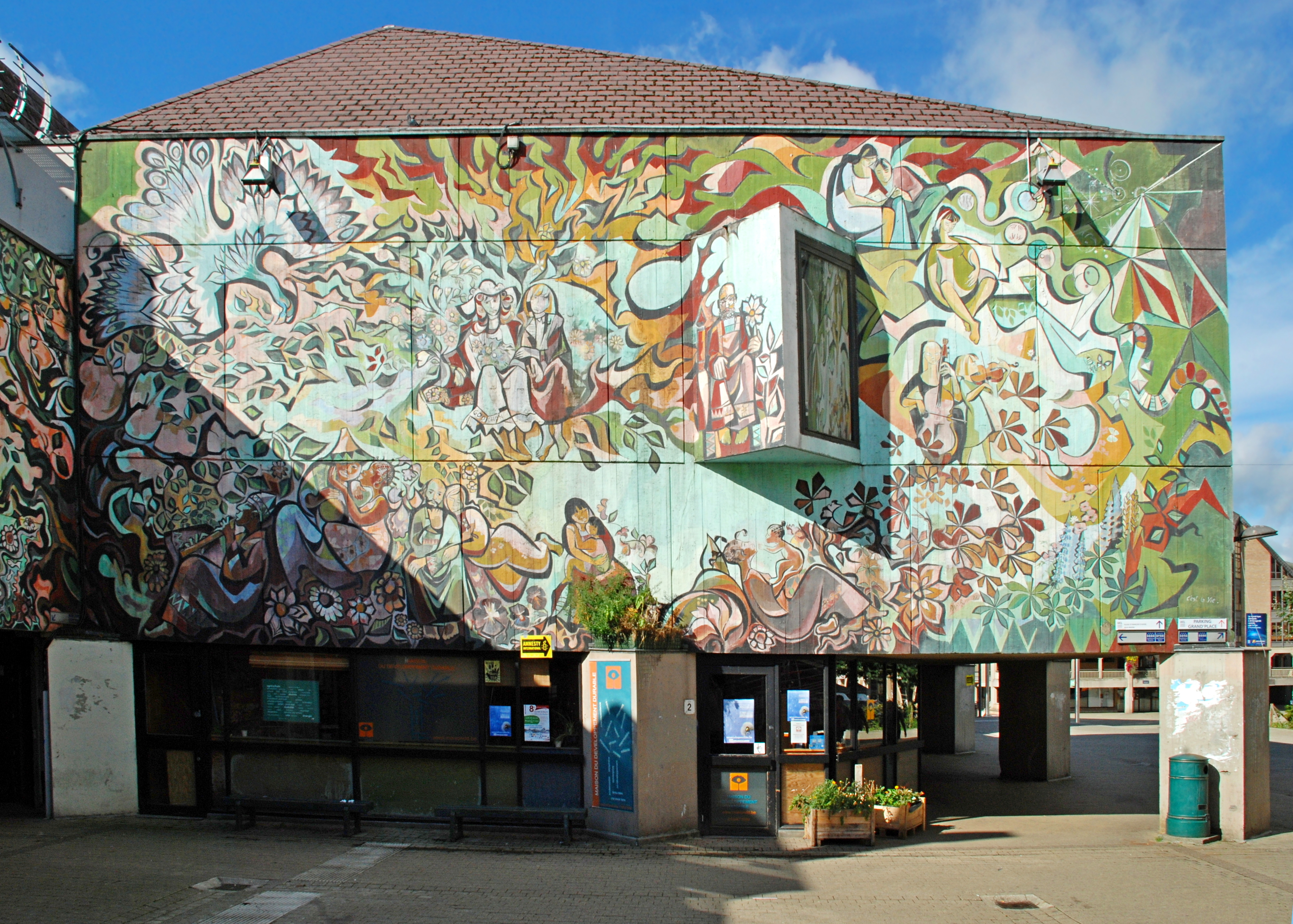
Façade orientale, place Agora : fresque C'est la Vie de Claude Rahir.

### Côté sud de style postmoderne
Le côté sud de la place est occupé par un grand bâtiment de style postmoderne qui regroupe un cinéma, un bar irlandais et un restaurant mexicain.
L'édifice carré en briques, construit en 2000-2001,, est entouré d'une galerie vitrée semi-circulaire protégée par un vaste auvent métallique de forme triangulaire porté par dix fines colonnes en métal.
En retrait, vers le lac de Louvain-la-Neuve, se dresse la silhouette de l'Aula Magna construite par Philippe Samyn en 1996.

Le côté sud de style postmoderne
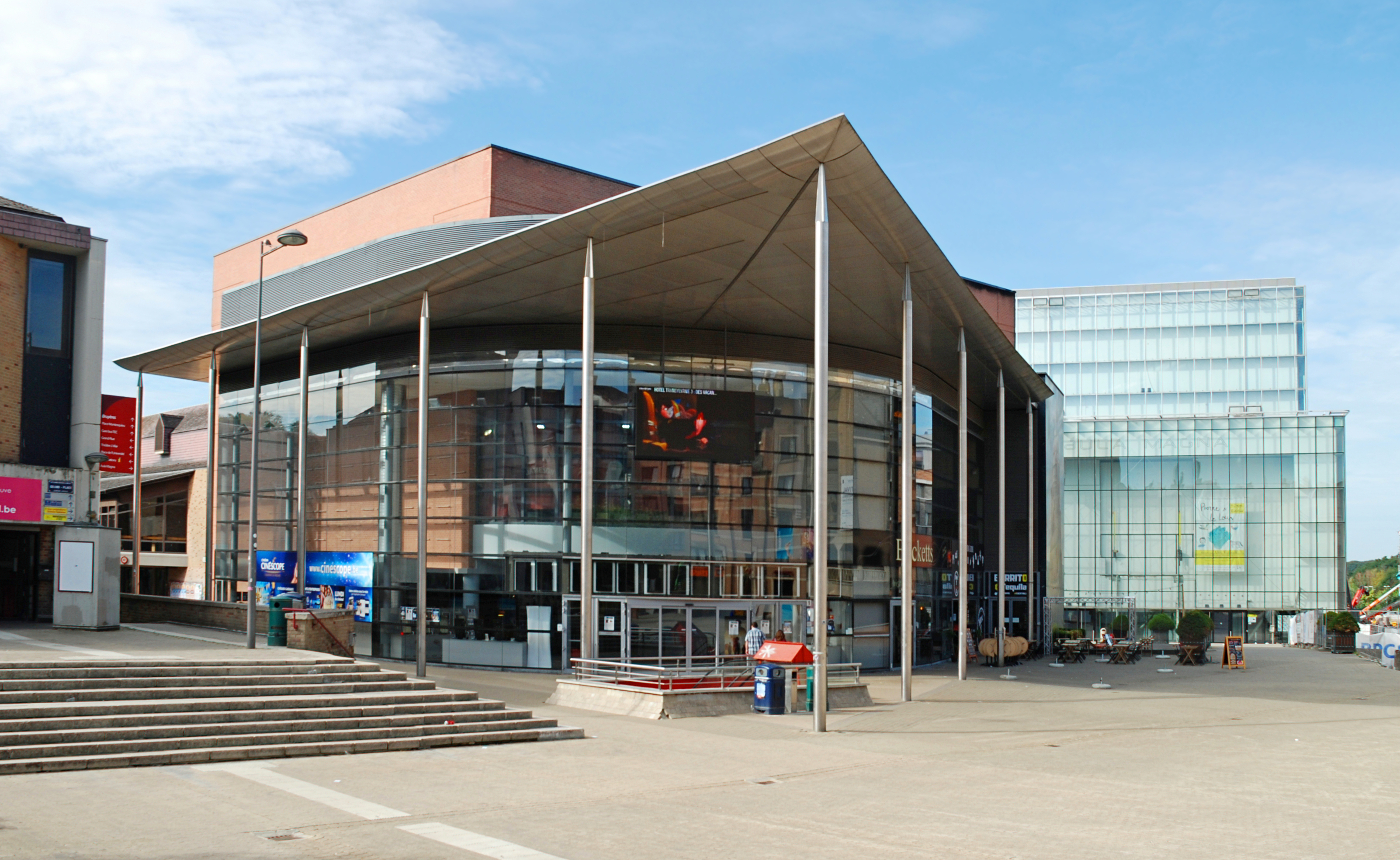
Le cinéma de style postmoderne et l'Aula Magna.
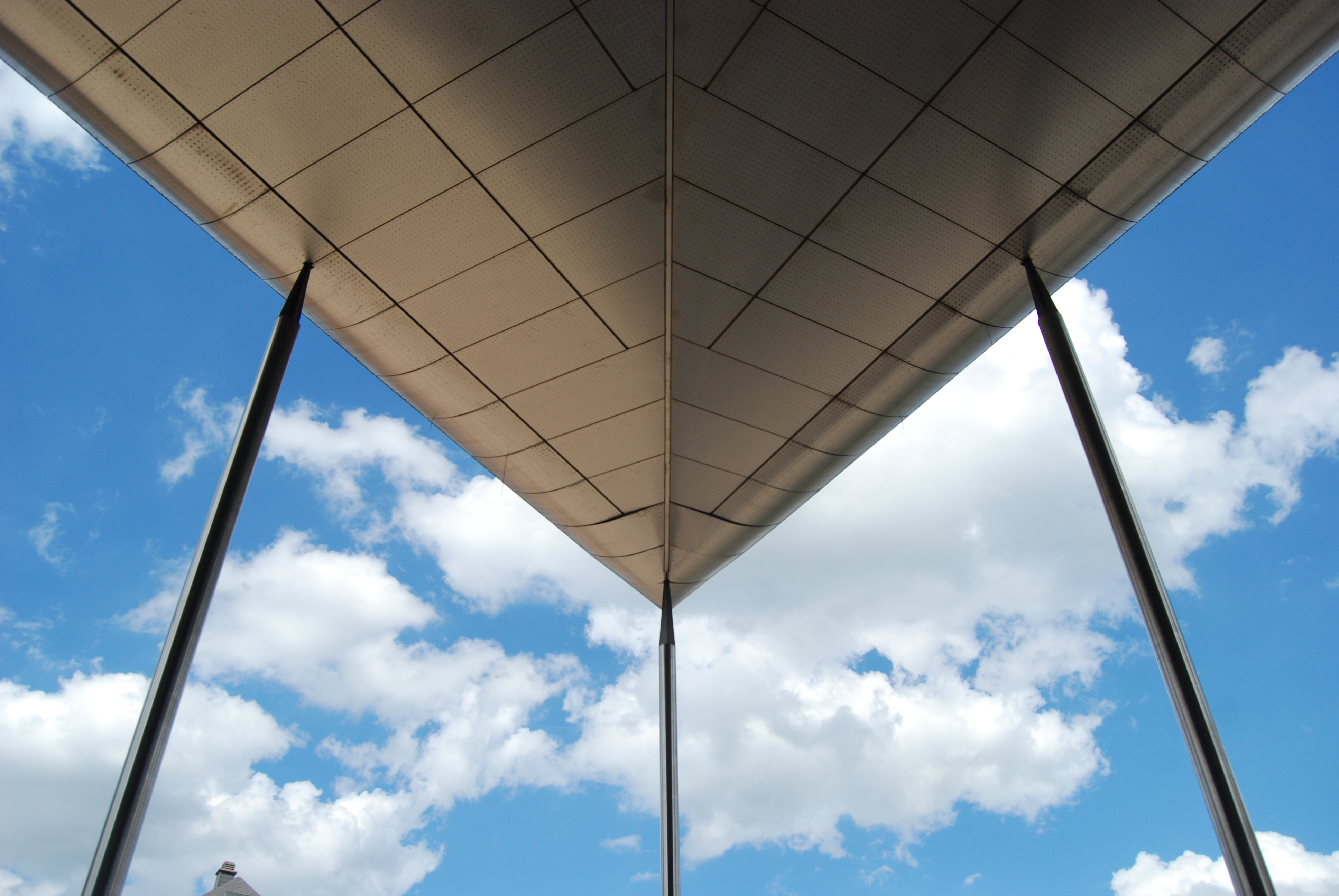
Auvent triangulaire du cinéma.
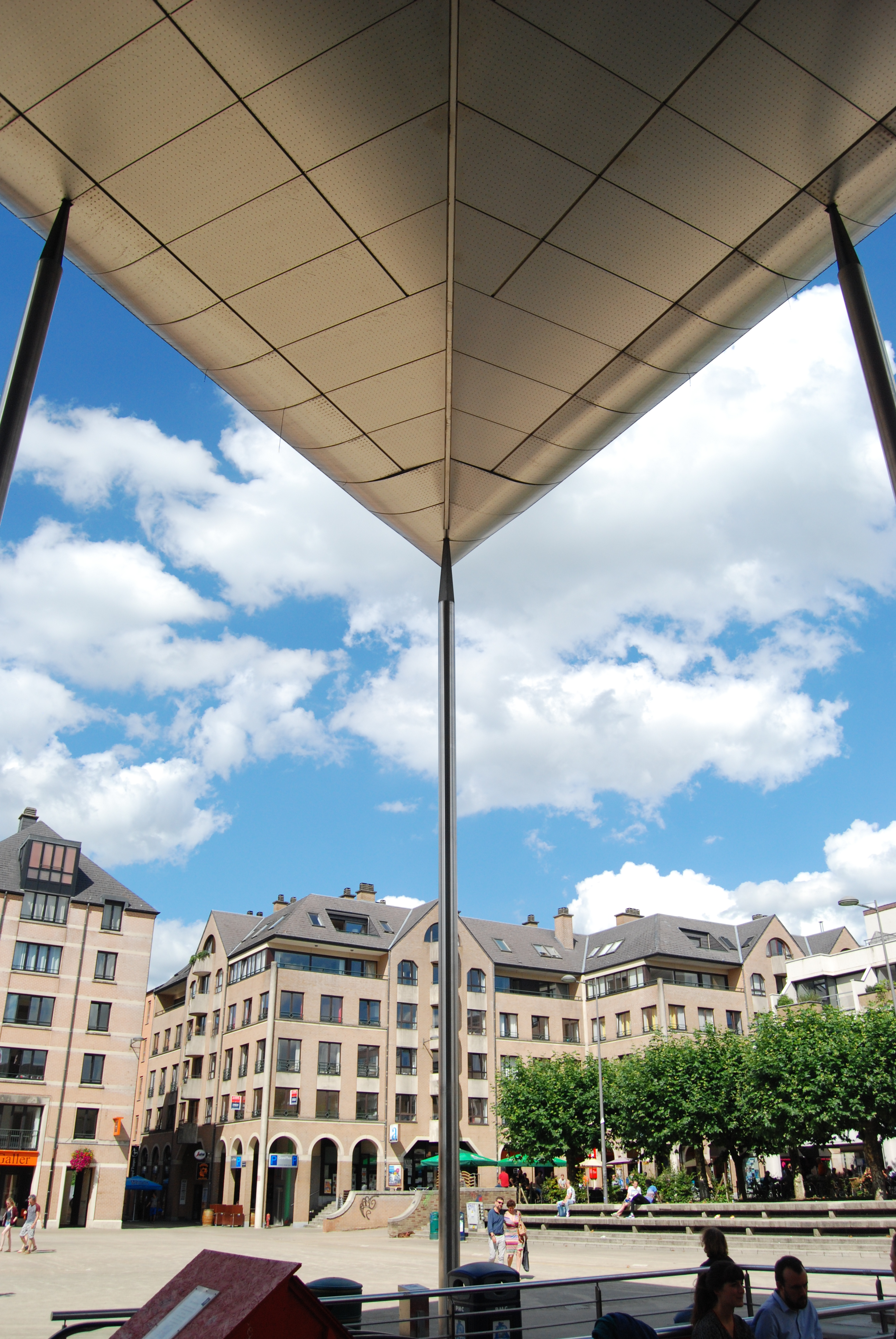
La Grand-Place vue depuis le cinéma.

### Côtés nord et est
Les côtés nord et est de la Grand-Place sont d'époques différentes. Le côté oriental, plus ancien, date des origines de la Grand-Place (avant 1980) tandis que le côté nord est plus tardif : rappelons qu'il n'est pas encore bâti sur la vidéo de la venue du pape en 1985.
Le côté oriental, précédé d'une placette couverte d'une douzaine d'arbres, abrite des appartements ainsi qu'une brasserie qui a installé sa terrasse sous les arbres, et plusieurs commerces comme un coiffeur, une auto-école, un bouquiniste et une boutique de mode.
Le côté nord abrite des appartements, un café, un distributeur de billets de la poste, un agent de change, un chocolatier belge bien connu, une maison d'édition, un marchand de kebab, la clinique d'un jour de Louvain-la-Neuve (L.L.N. One day clinic) et une agence de voyages.

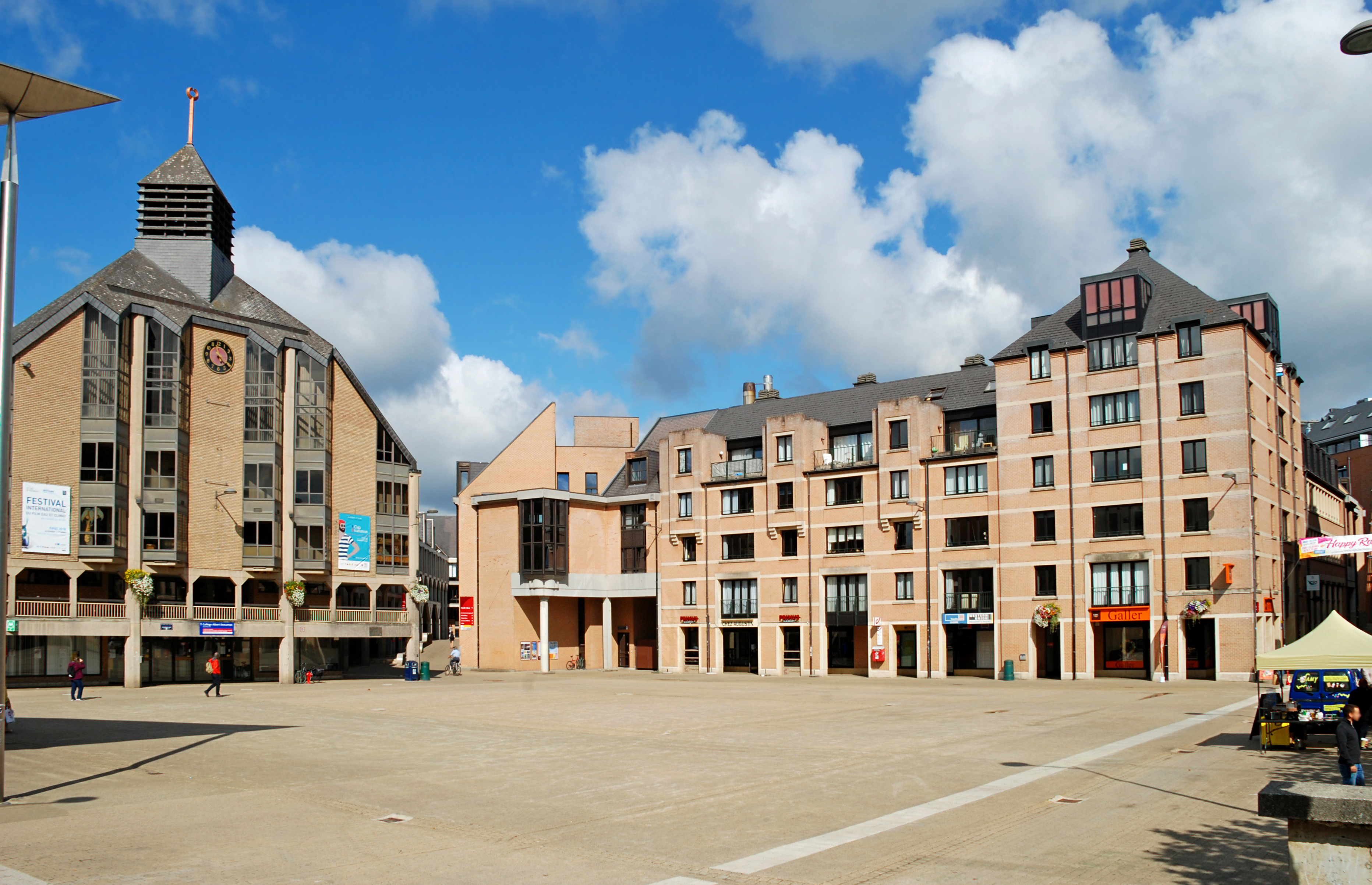
Le Collège Albert Descamps et le côté nord de la Grand-Place.
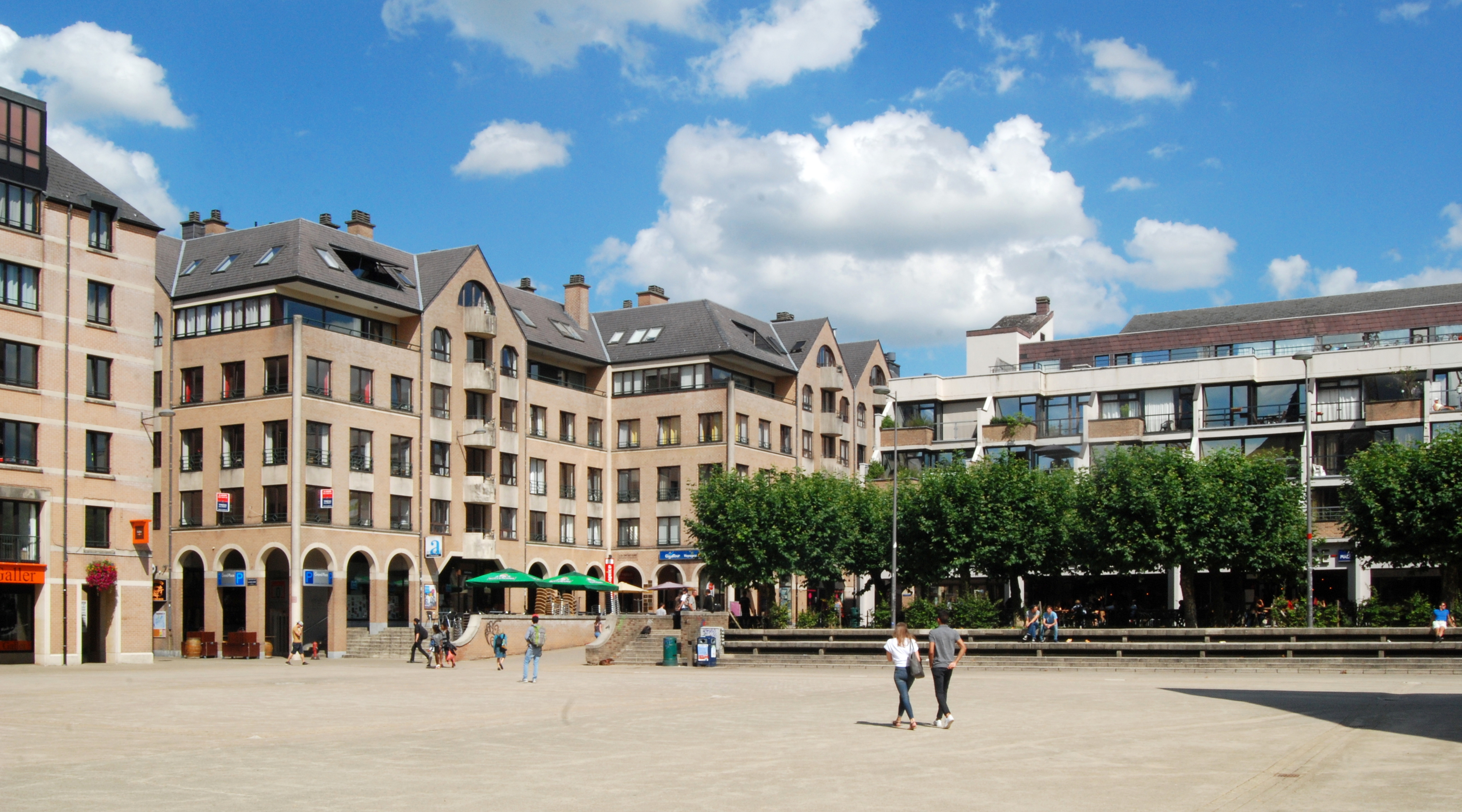
L'angle nord-est de la Grand-Place.
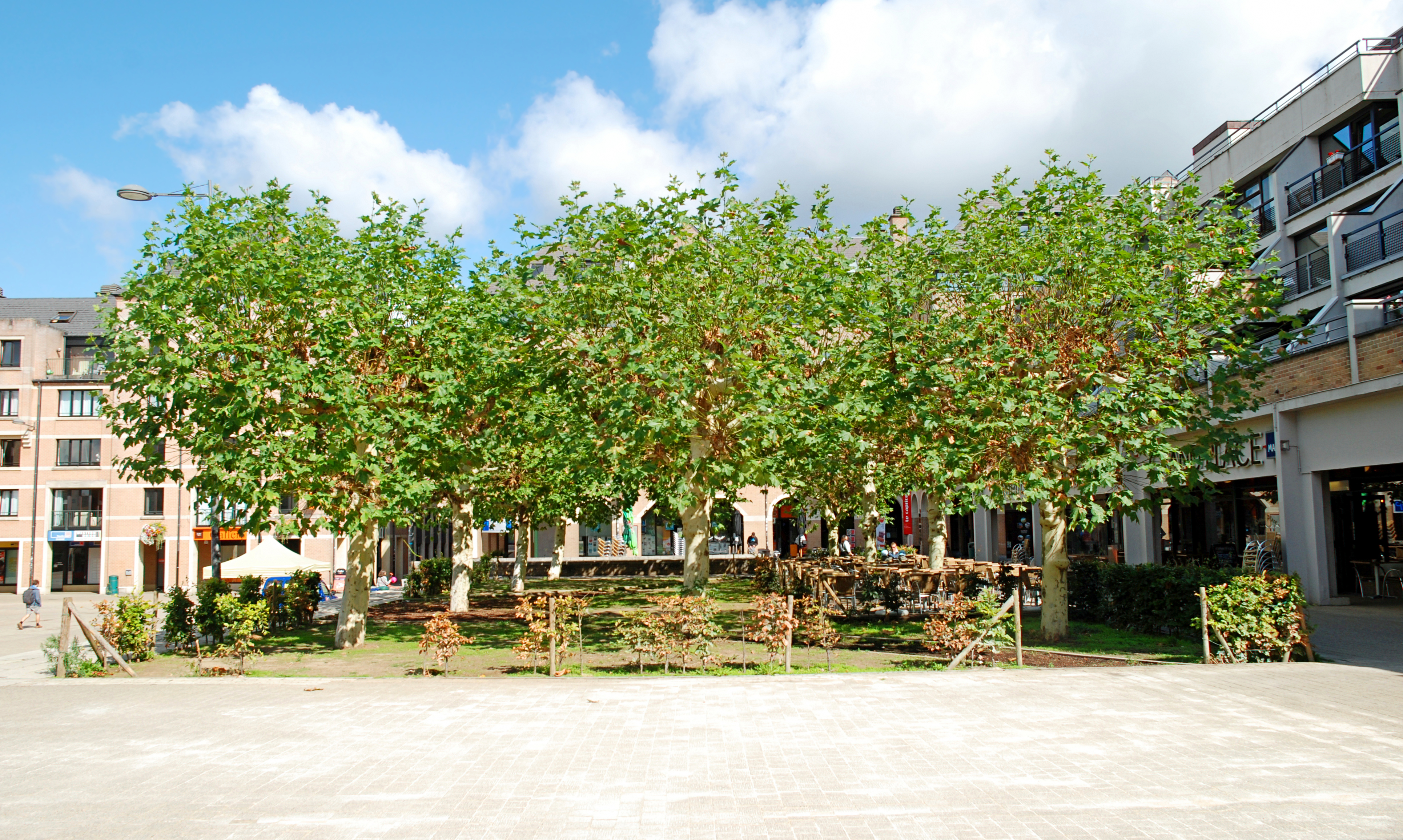
Les arbres du côté est.

## Animations

### Louvain-la-Plage
Chaque année depuis 2008, la Grand-Place de Louvain-la-Neuve accueille du 5 juillet au 5 août une plage de sable fin appelée « Louvain-la-Plage », avec 300 tonnes de sable, une quinzaine de palmiers, des transats en libre-service, des parasols, des hamacs, des jeux de plage gratuits, des bars de plage, des trampolines, des châteaux gonflables, des tables de ping-pong, des pistes de pétanque, des jeux de société et même un parcours accrobranche,,,,.
La plage est surveillée en permanence par des jobistes animateurs.
L'événement, qui est organisé par l'association Gestion Centre Ville (GCV), une ASBL issue d'un partenariat entre le secteur public et le secteur privé fondée en 2006, implique aussi des animations, des concerts, un bal folk, des ateliers bricolage, un tournoi de beach-volley organisé au profit de CAP48, des spectacles musicaux pour enfants, du grimage, des artistes de rue, des contes, un tournoi de pétanque, un concours de châteaux de sable, un mur d'escalade,,,…
Les activités s'étendent dans le piétonnier de Louvain-la-Neuve où les enfants peuvent circuler en « cuistax » (rosalie) ou participer à des chasses au trésor,,.
En 2020, l'événement ne peut avoir lieu à cause de la crise sanitaire provoquée par la maladie à coronavirus 2019, l'arrêté ministériel du 5 juin stipulant que les rassemblements de plus de 10 personnes en extérieur sont interdits. Cela aurait dû être la 13e édition de Louvain-la-Plage : « On n'est pas superstitieux mais force est de constater qu'elle ne nous a pas porté chance » déclarent les responsables de l'association Gestion Centre Ville.

Louvain-la-Plage
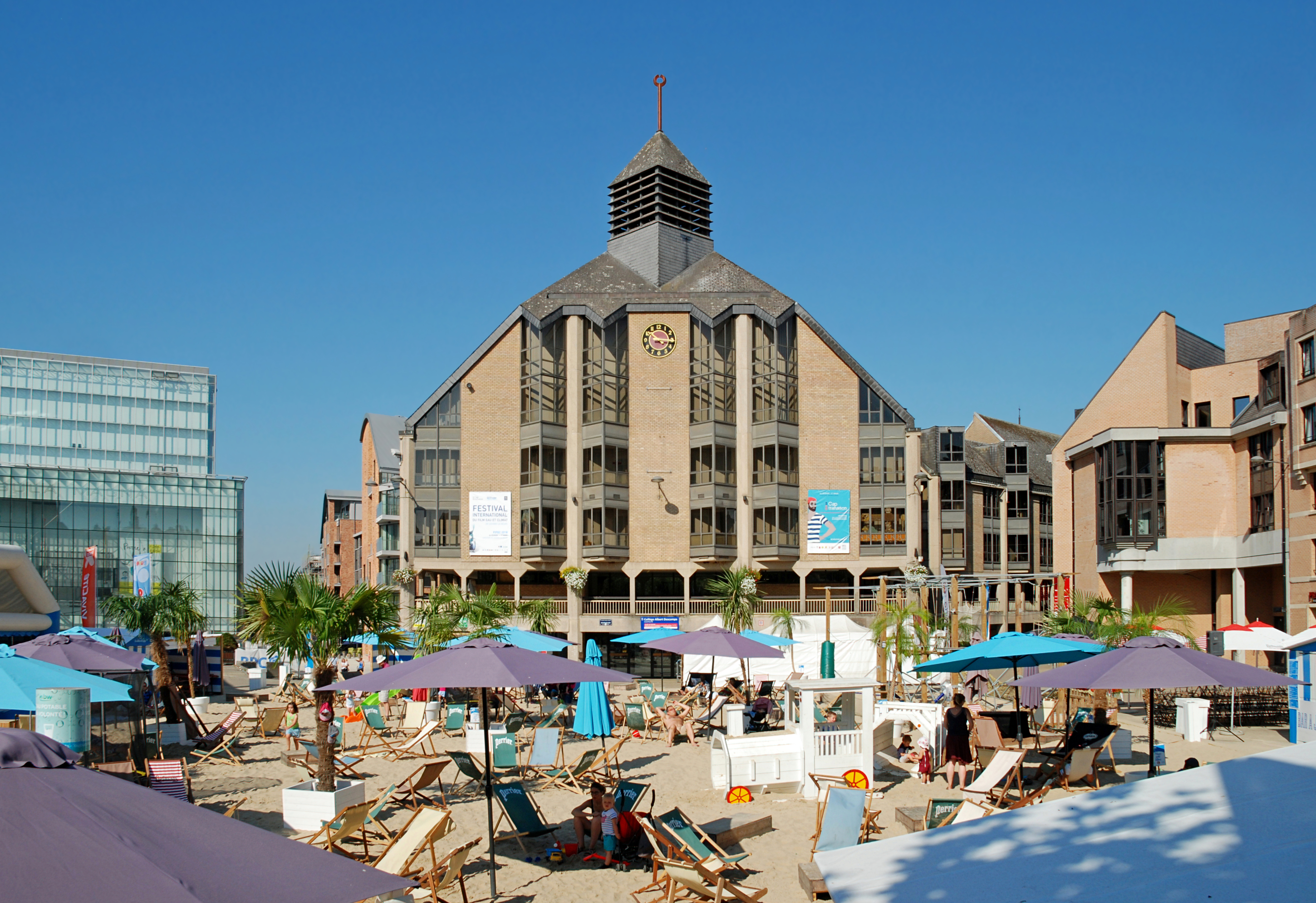
Le Collège Albert Descamps et Louvain-la-Plage.
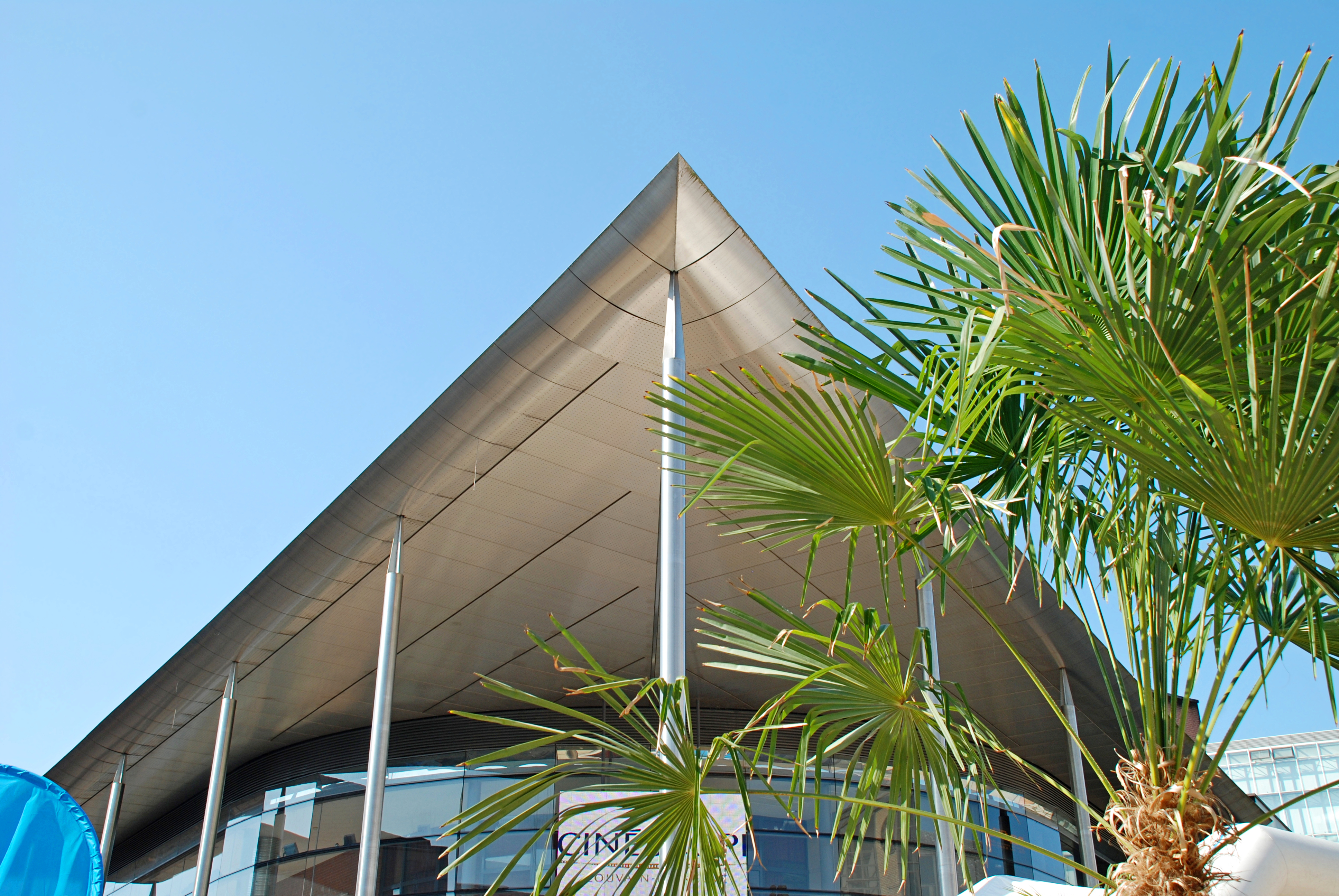
Auvent du cinéma et palmiers.
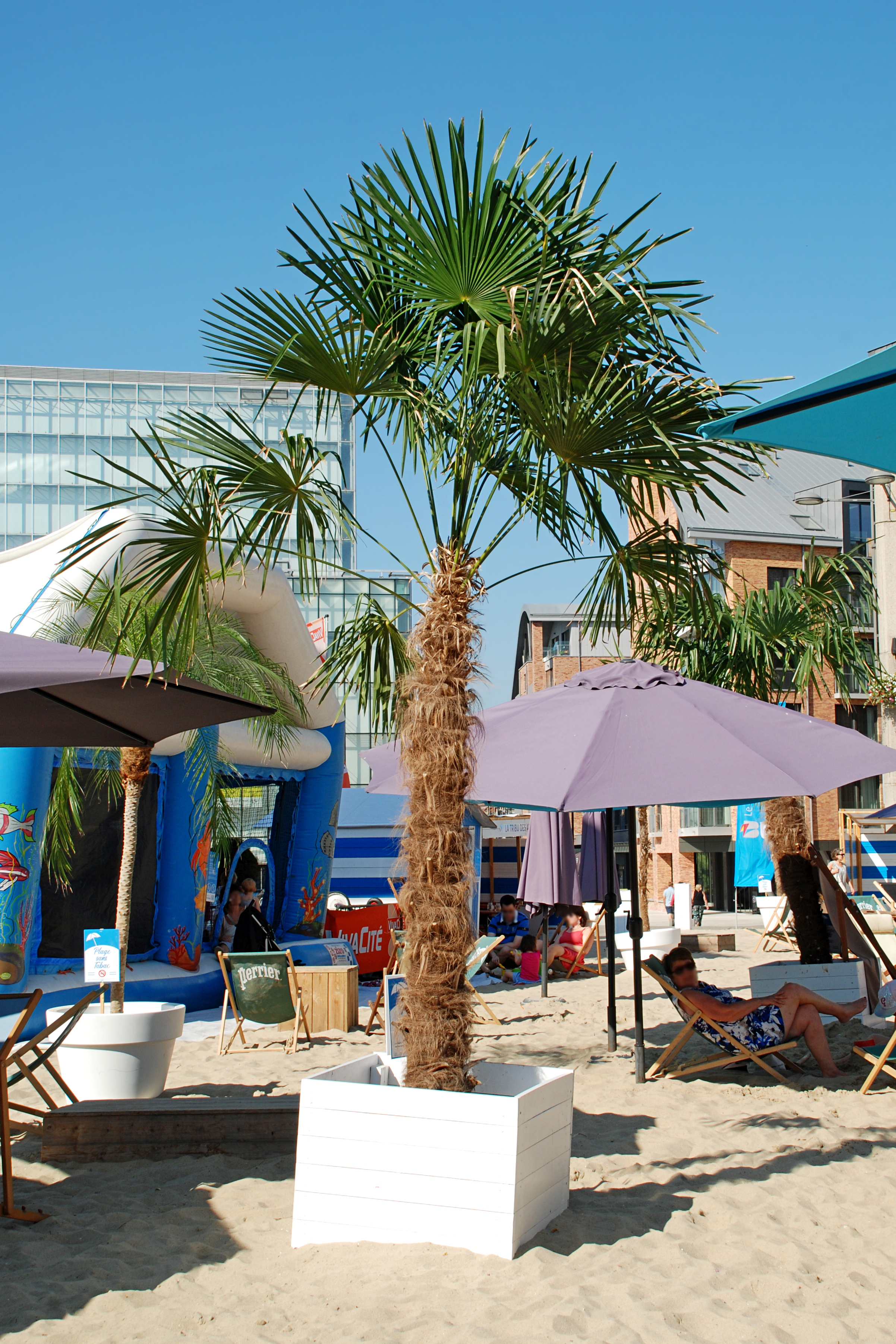
Plage de sable fin et palmier.

### Louvain-la-Neige
Depuis 1994, la Grand-Place et la place de l'Université accueillent en décembre le Marché de Noël de Louvain-la-Neuve, appelé « Louvain-la-Neige »,.
Cet événement est organisé par l'ASBL Gestion Centre Ville, comme Louvain-la-Plage.
Chaque année, pendant près de 20 jours, les deux places du centre-ville accueillent environ 80 chalets en bois et 160 artisans,.
Le décor est constitué de chalets, de sapins et d'anciennes télécabines, dont l'une porte encore le nom de la station de ski de Valloire, en Savoie.

Louvain-la-Neige
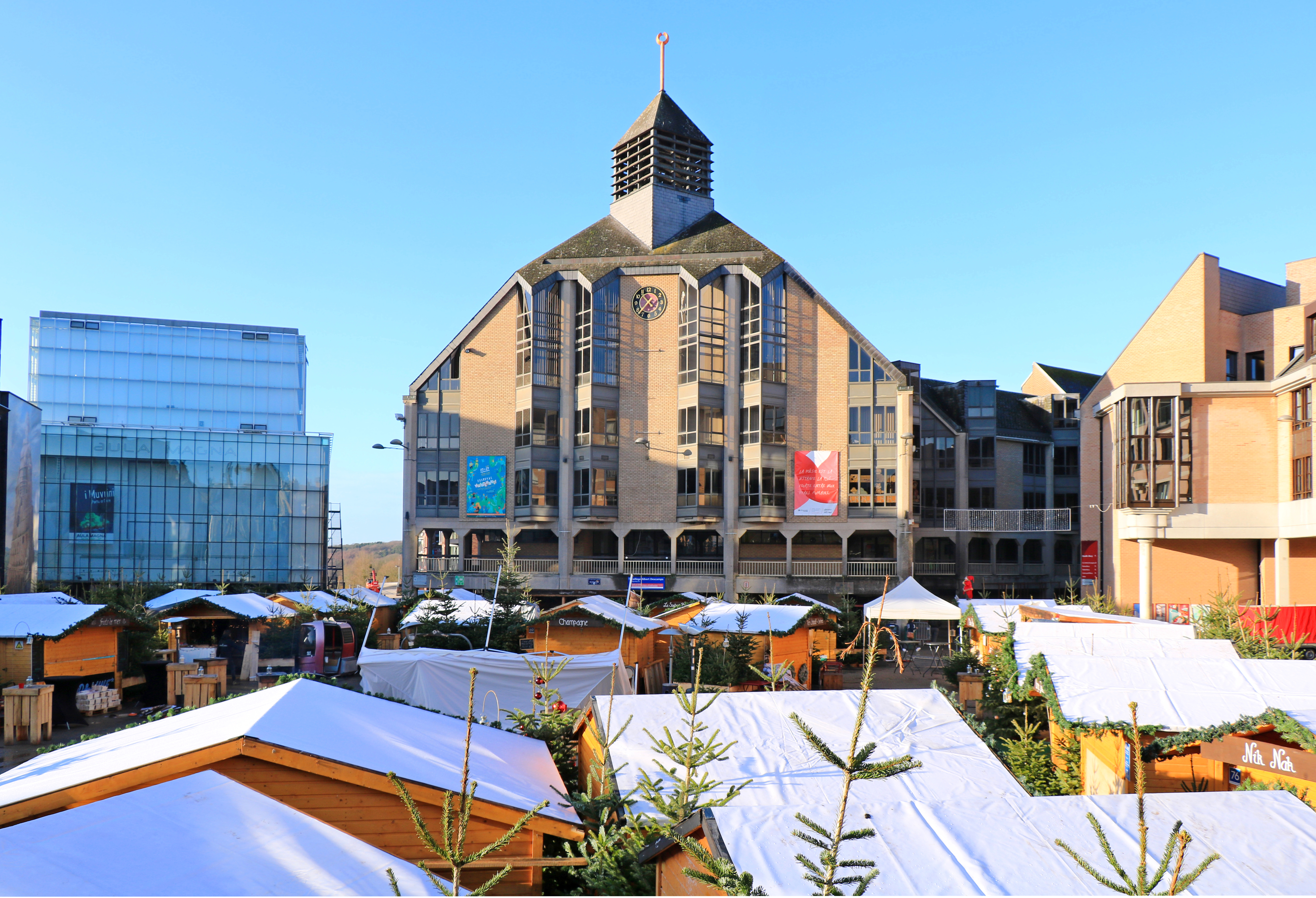
Louvain-la-Neige sur la Grand-Place.
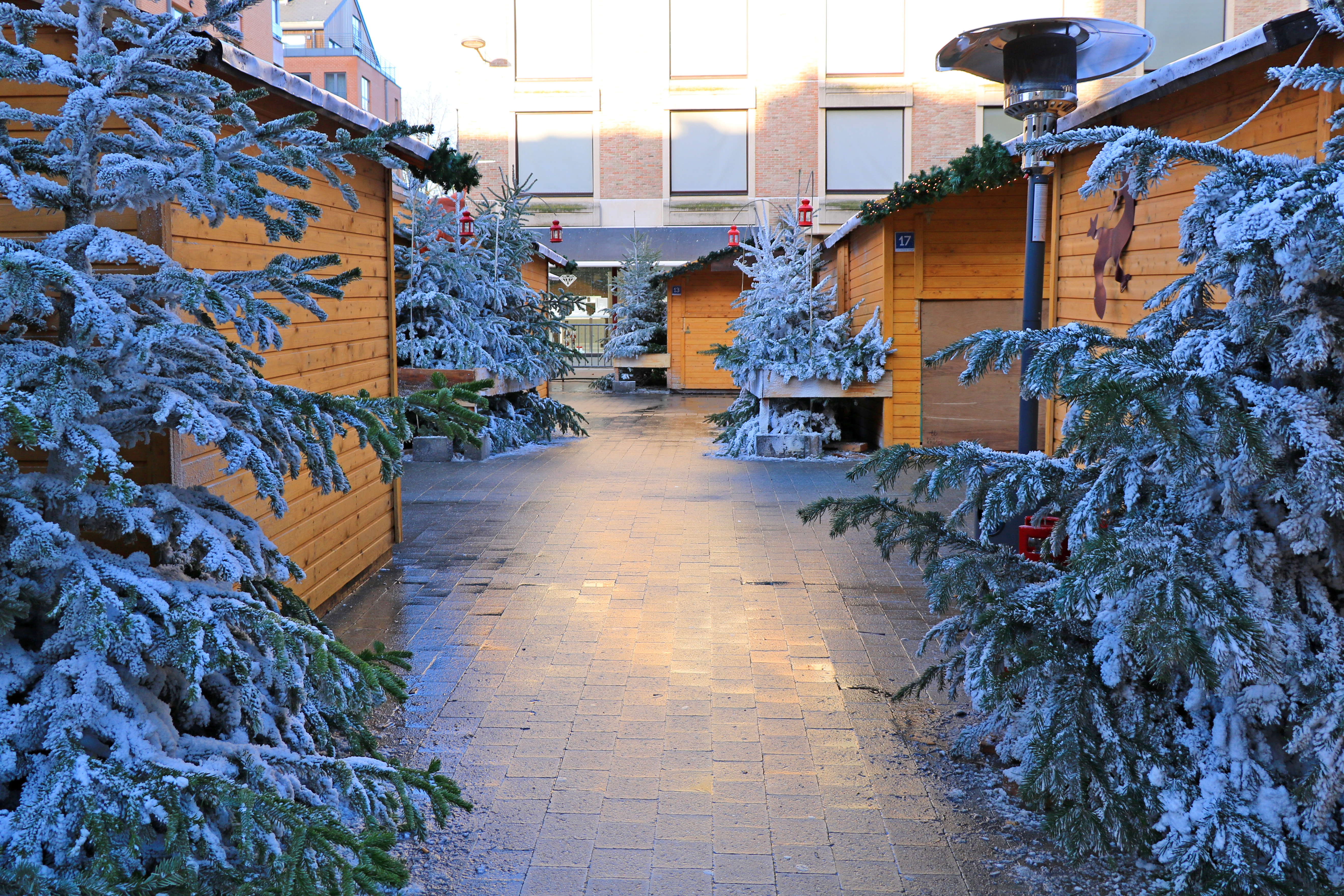
Louvain-la-Neige sur la place de l'Université, à côté de la gare.
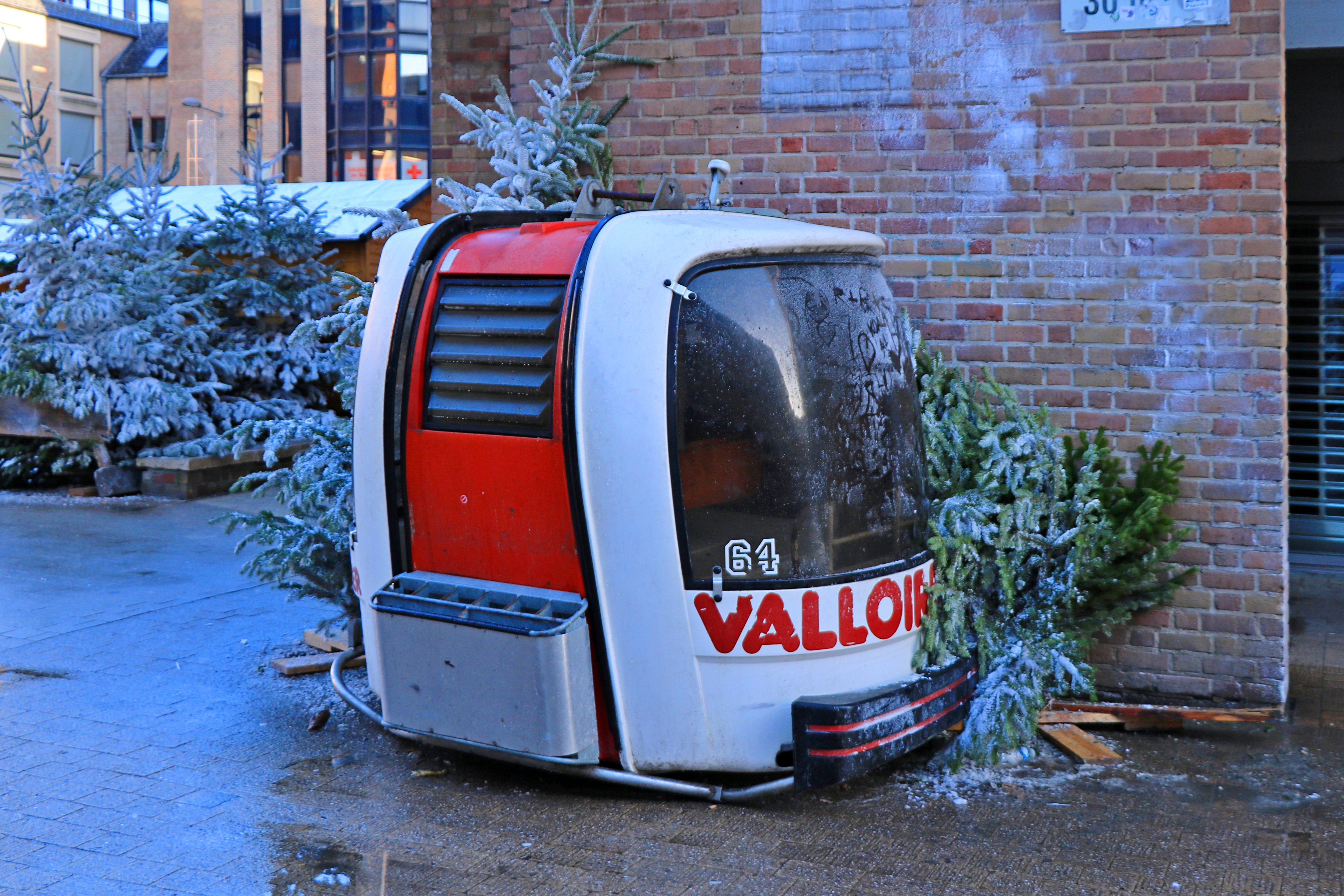
Ancienne télécabine sur la place de l'Université.

### Louvain-la-Fête
En mai a lieu « Louvain-la-Fête », qui regroupe une braderie, le marché hebdomadaire, un marché aux plantes et une brocante mais également le marché des producteurs locaux, des animations responsables organisées par la « Maison du Développement Durable », une démonstration de country dance et de zumba, des pistes de curling, des jeux en bois, des chanteurs de rue et un bal aux lampions.

## Art public dans les environs de la Grand-Place
Les environs de la Grand-Place sont riches en œuvres d'art public, que ce soient des peintures murales ou des sculptures.

### Peintures murales
La place Raymond Lemaire, située entre la Grand-Place et l'Aula Magna, est ornée de trois grandes fresques.

#### François Schuiten: laTour Infinie
La première est une fresque de 13 mètres de haut intitulée la Tour Infinie et réalisée en 2010 : le dessinateur de bande dessinée belge François Schuiten en a réalisé le dessin de base et la fresque grandeur nature a été peinte par l'artiste Alexandre Obolensky. La fresque, librement inspirée du tableau de Breughel l'ancien, représente la tour de Babel, qui représente pour l'auteur le symbole de la diversité et du savoir de l'UCL,. « Dans le bas de la fresque, un labyrinthe et des routes qui rentrent dans le sous-sol, une évocation de la ville souterraine ».

#### Kosmopolite Art Tour 2015
Les deux autres fresques ont été réalisées par le Kosmopolite Art Tour 2015, qui a réalisé des fresques murales collectives dans trois villes de Belgique : Bruxelles, Louvain-La-Neuve et Alost,.
La première de celles-ci, réalisée au pinceau et pas à la bombe, représente deux femmes dos à dos et est l'œuvre des artistes argentines Mariela Ajras et Milu Correch, originaires de Buenos Aires,. Les deux jeunes artistes ont bénéficié d'un des plus grands murs proposés lors du Kosmopolite Art Tour 2015. « À la base, on avait l'idée de peindre un couple. Mais finalement, j'ai pris des photos de deux amies, une Portugaise et une Espagnole, qui servent de modèles », explique Milu Correch. Pour Mariela Ajras, cette fresque « est le symbole de la tempérance, une bonne valeur ».
La seconde fresque du Kosmopolite Art Tour 2015 sur la place Raymond Lemaire, aux couleurs plus froides, occupe un mur de 9 mètres de haut sur 20 mètres de large,. Elle est l'œuvre des graffeurs Dourone et Élodie. Dourone est un graffeur espagnol du nom de Fabio Lopez qui a commencé à faire des graffitis en 1999 à Madrid et qui a commencé à faire équipe avec Elodieloll en 2012. Dourone décrit son mur en ces termes : « Il fait entre 8 et 9 mètres de haut. Notre travail se compose de nombreux petits éléments : des constellations, des visages cachés, le signe de l'infini… Je ne veux pas trop en dire pour que les gens fasse leur propre interprétation ». La fresque est signée « Dourone », en haut à gauche et affiche son logo en bas à droite.
Lors du festival de street art Fresh Paint OLLN en 2021, on procède à la restauration de deux des fresques réalisées lors du Kosmopolite Art Tour 2015 : celle de Dourone sur la place Raymond Lemaire et celle du collectif « The Weird » sur le mur du parking du Sablon sous le Théâtre Jean Vilar. Comme le précise Guillaume Desmarets du collectif Farm Prod qui est à l'initiative de Fresh Paint OLLN, ces fresques « ont souffert du soleil. Nous allons en raviver les couleurs, sans toucher à la patte des artistes évidemment ». La fresque de Dourone avait en effet perdu ses dégradés de rose / mauve.

Fresques de la place Raymond Lemaire
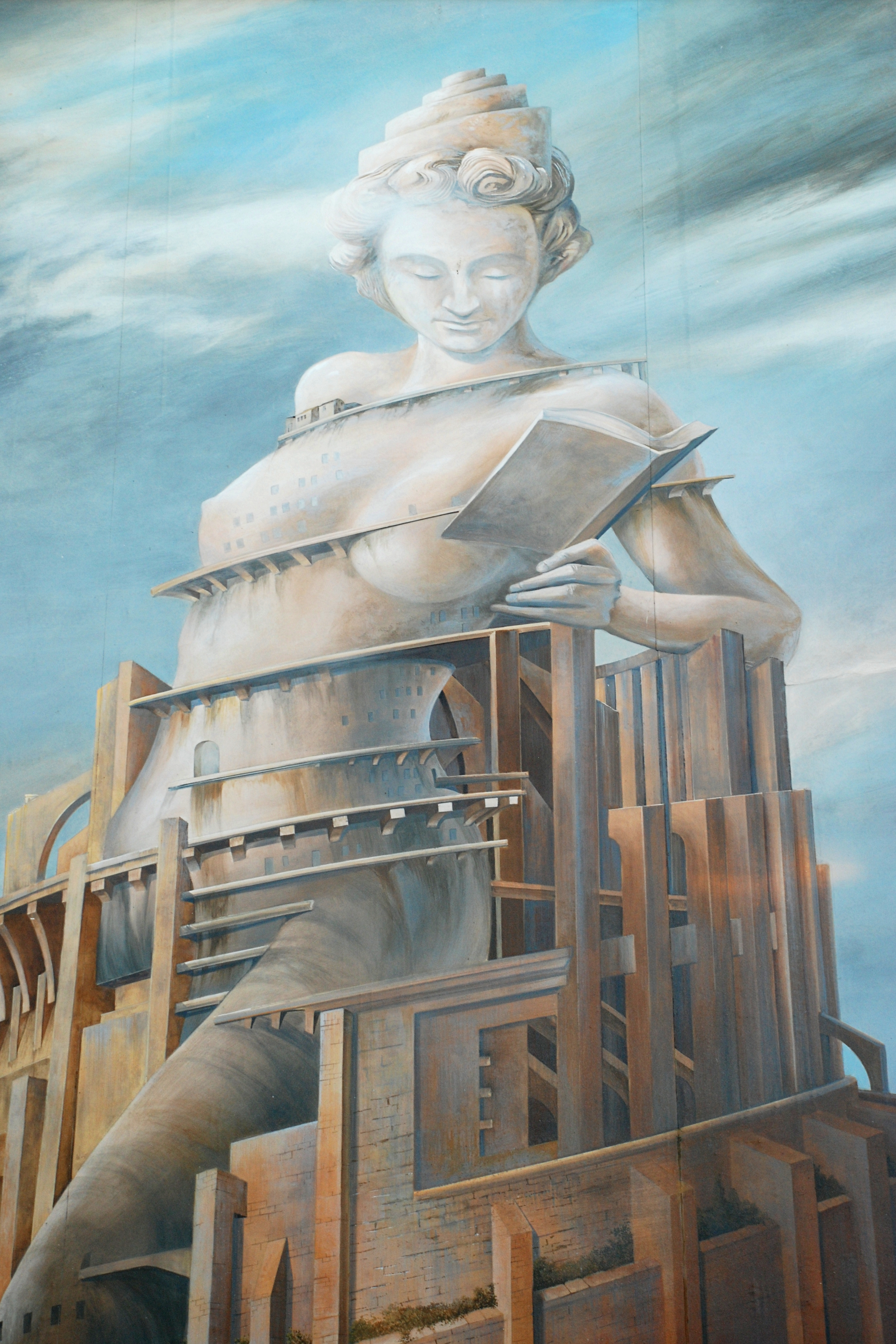
La Tour Infinie (détail).
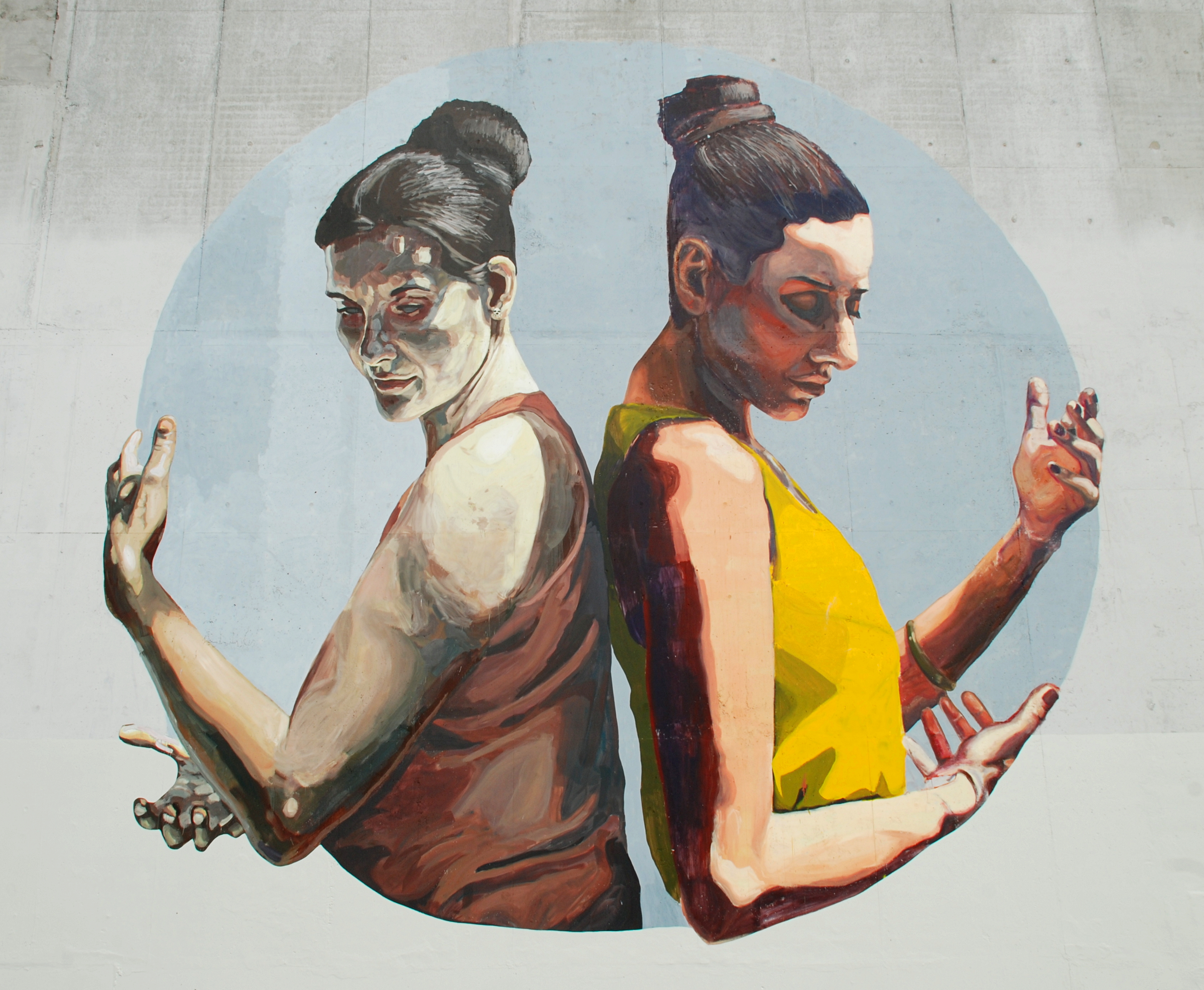
Fresque de Mariela Ajras & Milu Correch..
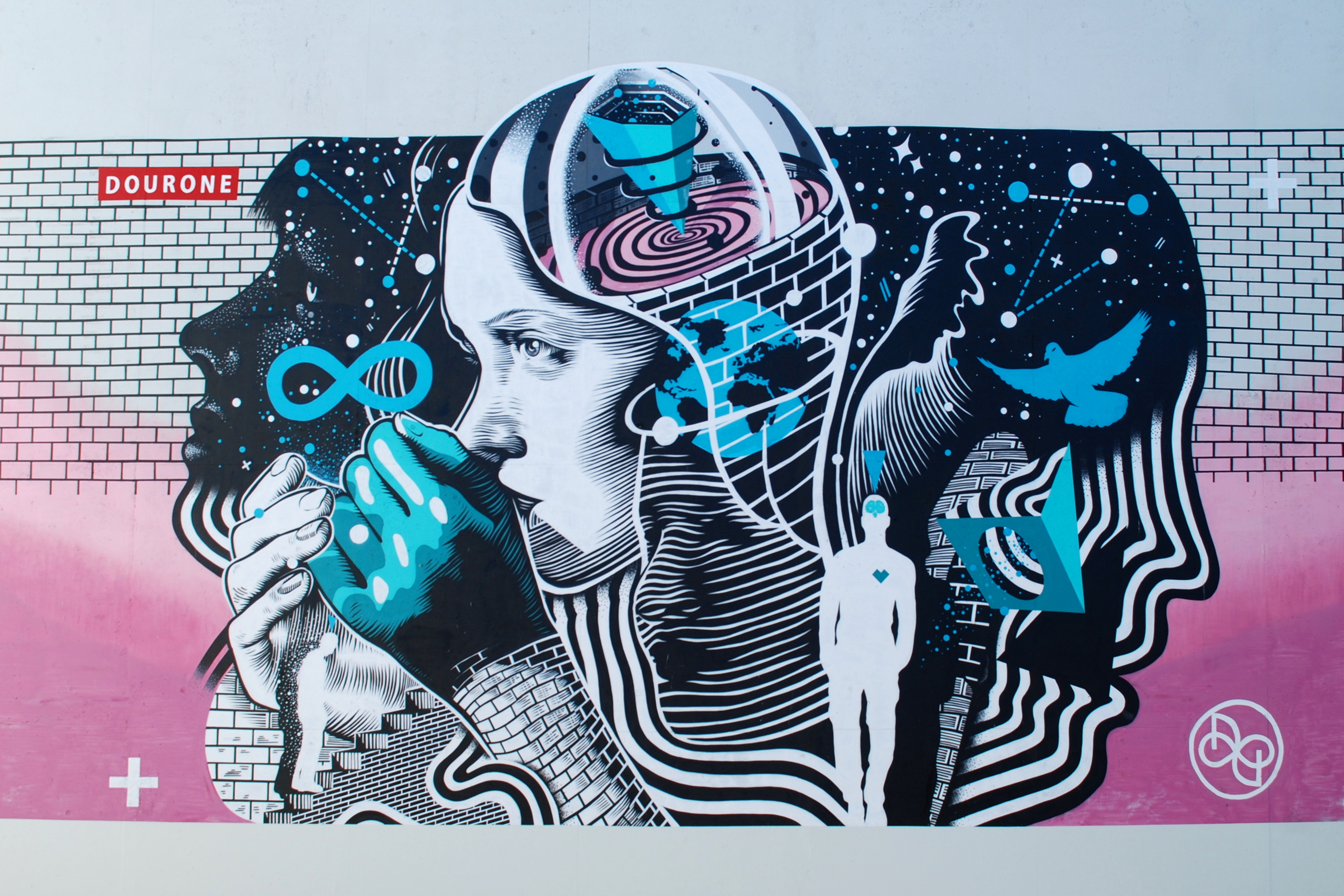
Fresque de Dourone et Élodie.

### Sculptures
Sur le mur latéral du cinéma, en direction de la place Montesquieu, se dresse une statuette réalisée par Isaac Cordal, un sculpteur espagnol invité lors du festival Kosmopolite Art Tour 2015. Isaac Cordal est un artiste espagnol né en 1974 à Pontevedra, où il étudie la sculpture à l'université des Beaux-Arts, avant de suivre une formation de cinq ans à l'école Canteiros, un établissement spécialisé dans les métiers de la pierre,,. Ses petites figurines humaines de 15 cm environ, fabriquées en béton ou en résine polyuréthane, peuvent être trouvées à Londres, Berlin, Paris, Barcelone, Milan, Malmö, Bogota, Nantes, Vienne, Bruxelles,,, et Louvain-la-Neuve. Elles représentent souvent un homme en costume gris clair, à l'allure de fonctionnaire anonyme, placé sur une façade en équilibre sur une corniche, un boîtier électrique, un câble électrique, un tuyau ou un bord de fenêtre,, et illustrent la routine de la société actuelle et l'absurdité de notre existence.
La place Montesquieu accueille une vaste sculpture en pierre bleue, réalisée par le sculpteur Pierre Culot en 1980 et intitulée Ronde des menhirs, faite de blocs de pierre de 40 à 300 cm de haut formant un amphithéâtre de 26 m,. Primé lors d'un concours organisé en collaboration avec la Communauté française de Belgique, cet amphitéâtre « où se sublime un dialogue entre minéral et végétal » offre « un lieu de rencontre aux étudiants et aux passants, les invitant à pénétrer dans la composition et à s'y installer, à s'y ressourcer, en marge de l'architecture fonctionnelle environnante »,. Selon l'ouvrage L'art dans la ville - Promenades à Ottignies-Louvain-la-Neuve « c'est le souvenir du monde grec, creuset de notre civilisation qu'évoque l'appareillage quasi cyclopéen du mur installé par Culot ». Dans une interview au journal La Libre, Wivinne de Traux, critique d'art et co-rédactrice de l'ouvrage L'art dans la ville - Promenades à Ottignies-Louvain-la-Neuve déclare y voir « à la fois un mobilier urbain, un écrin pour le végétal, de l'architecture… ».
La rue Cardinal Mercier, qui relie la Grand-Place à la place Cardinal Mercier, abrite une sculpture intitulée Fontaine aux masques et réalisée par Jean Willame en 1981,. Cette fontaine sans eau, marquée de stries verticales, est faite de blocs de pierre superposés dont l'un porte trois visages humains schématisés qui disent l'inquiétude et le questionnement de l'être.
Enfin, sur la place Cardinal Mercier, au nord de la Grand-Place, se dresse La Fleur de la liberté, une sculpture en aluminium, acier et béton haute de 3,80 m, réalisée en 1989 par Jacques Moeschal,. Selon l'ouvrage L'art dans la ville - Promenades à Ottignies-Louvain-la-Neuve « La Fleur de la liberté semble fraîchement éclose, déjà victorieuse de toutes les luttes, comme un signe d'espérance en des jours meilleurs ».

Sculptures dans les environs de la Grand-Place
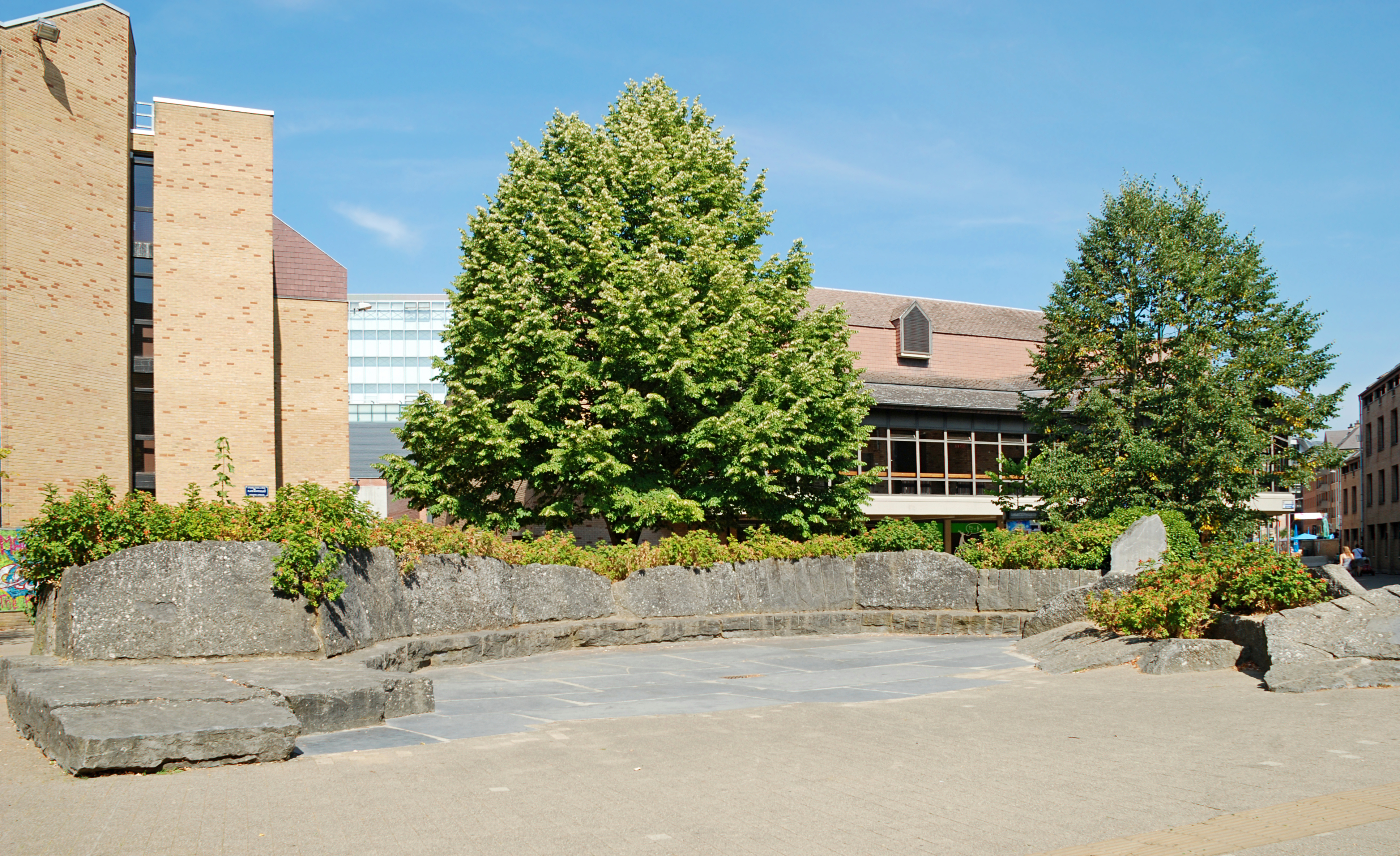
Ronde des menhirs (Pierre Culot 1980).
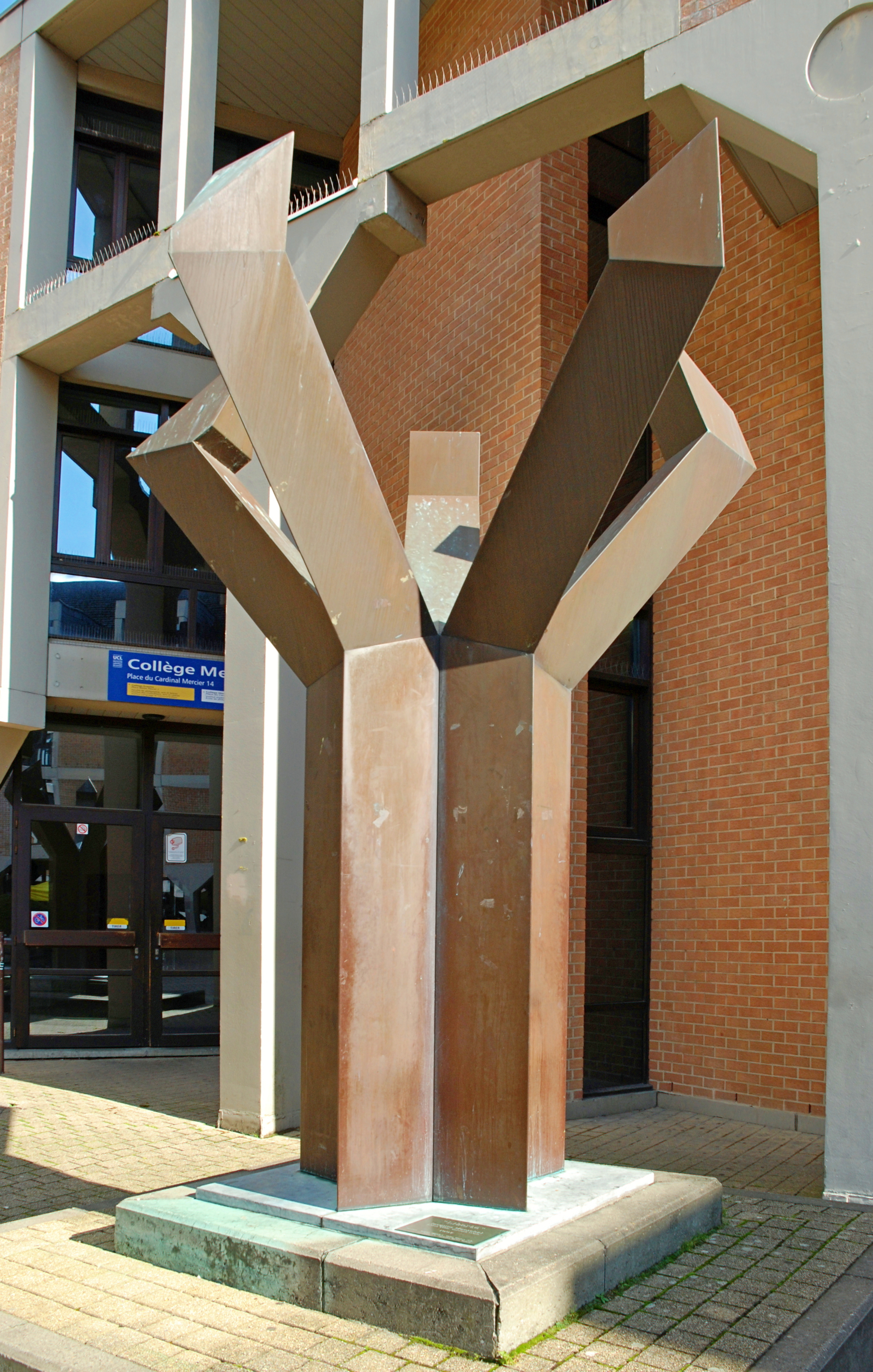
La Fleur de la liberté (Jacques Moeschal 1989).
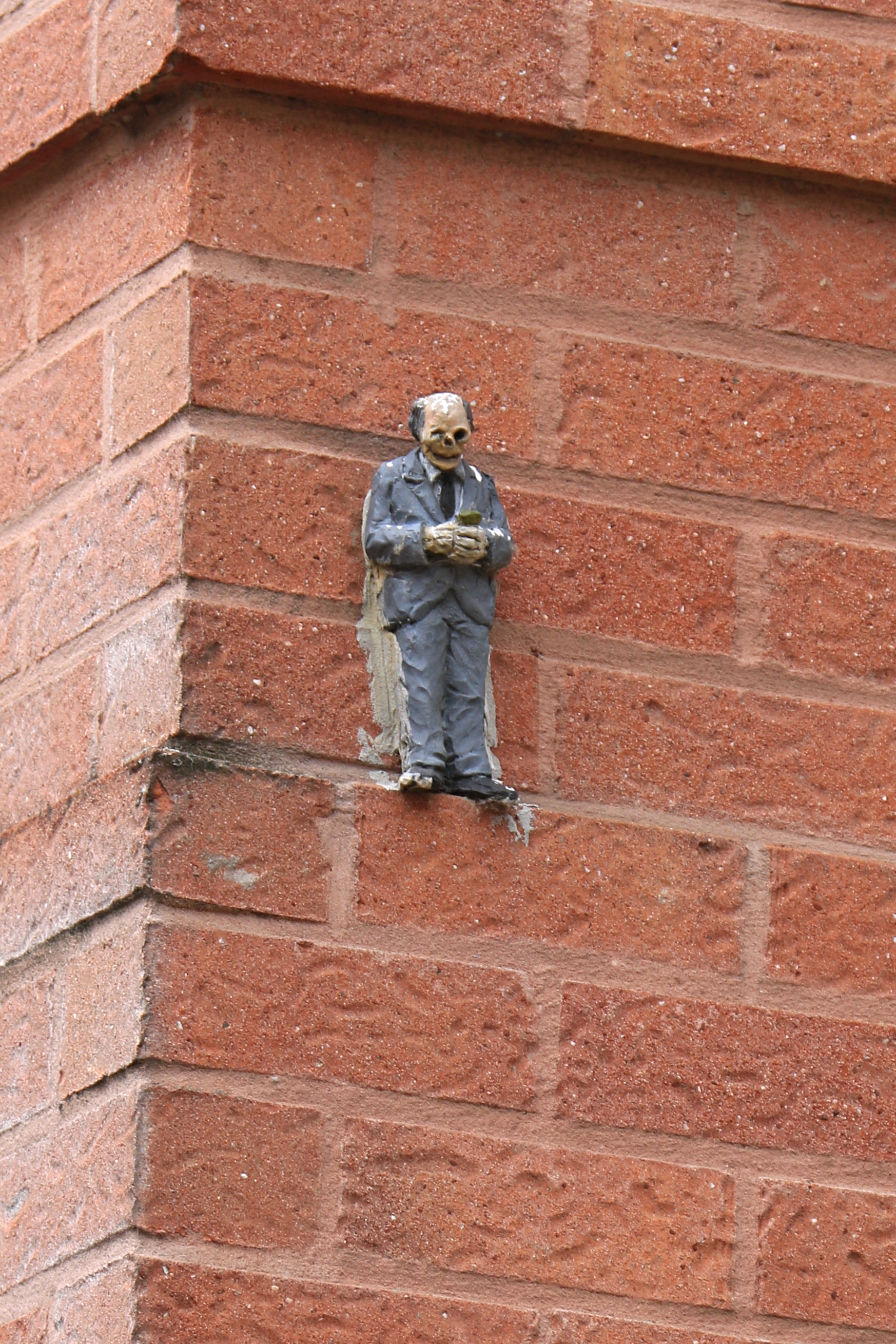
Statuette ornant le mur du cinéma (Isaac Cordal 2015).
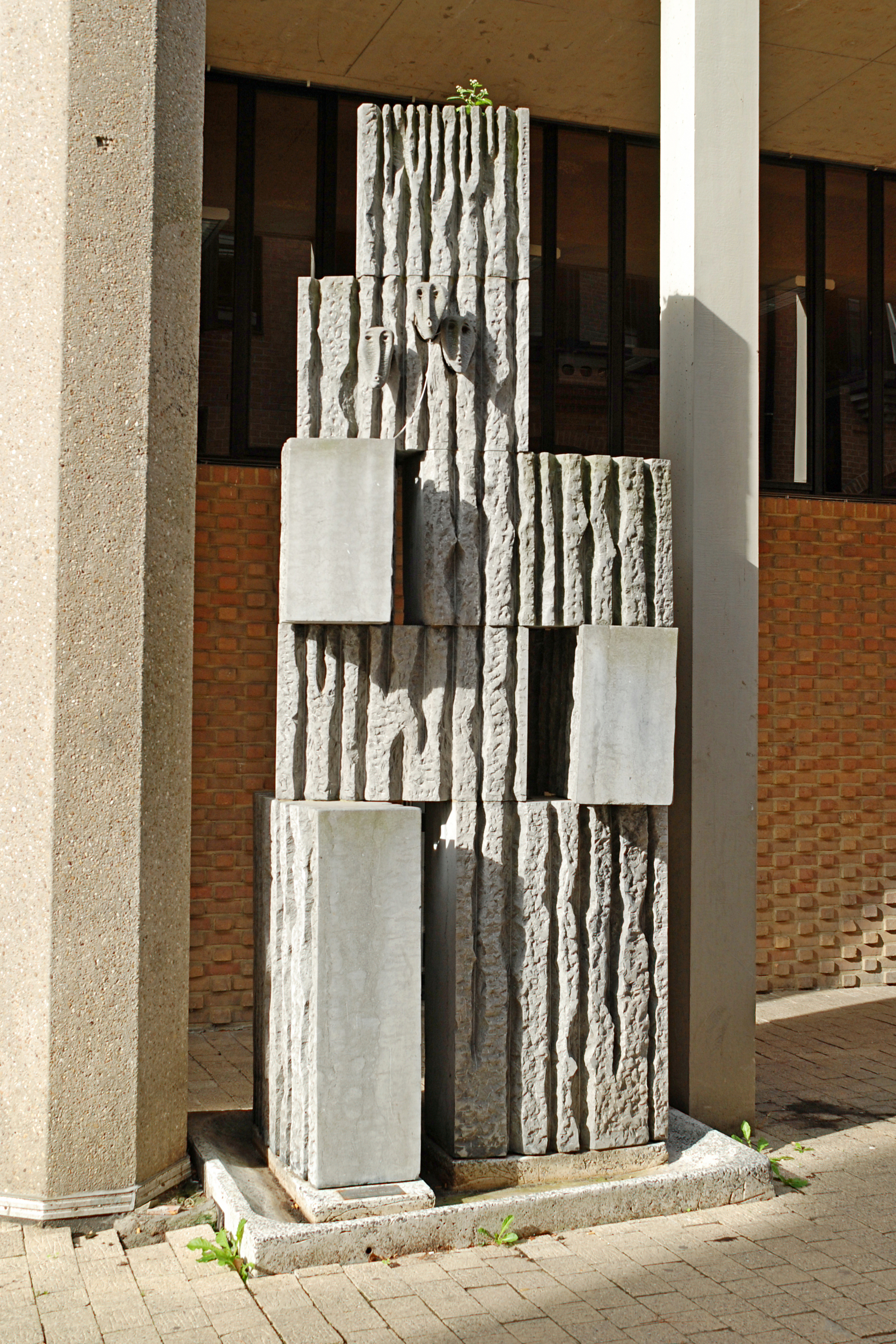
Fontaine aux masques (Jean Willame 1981).
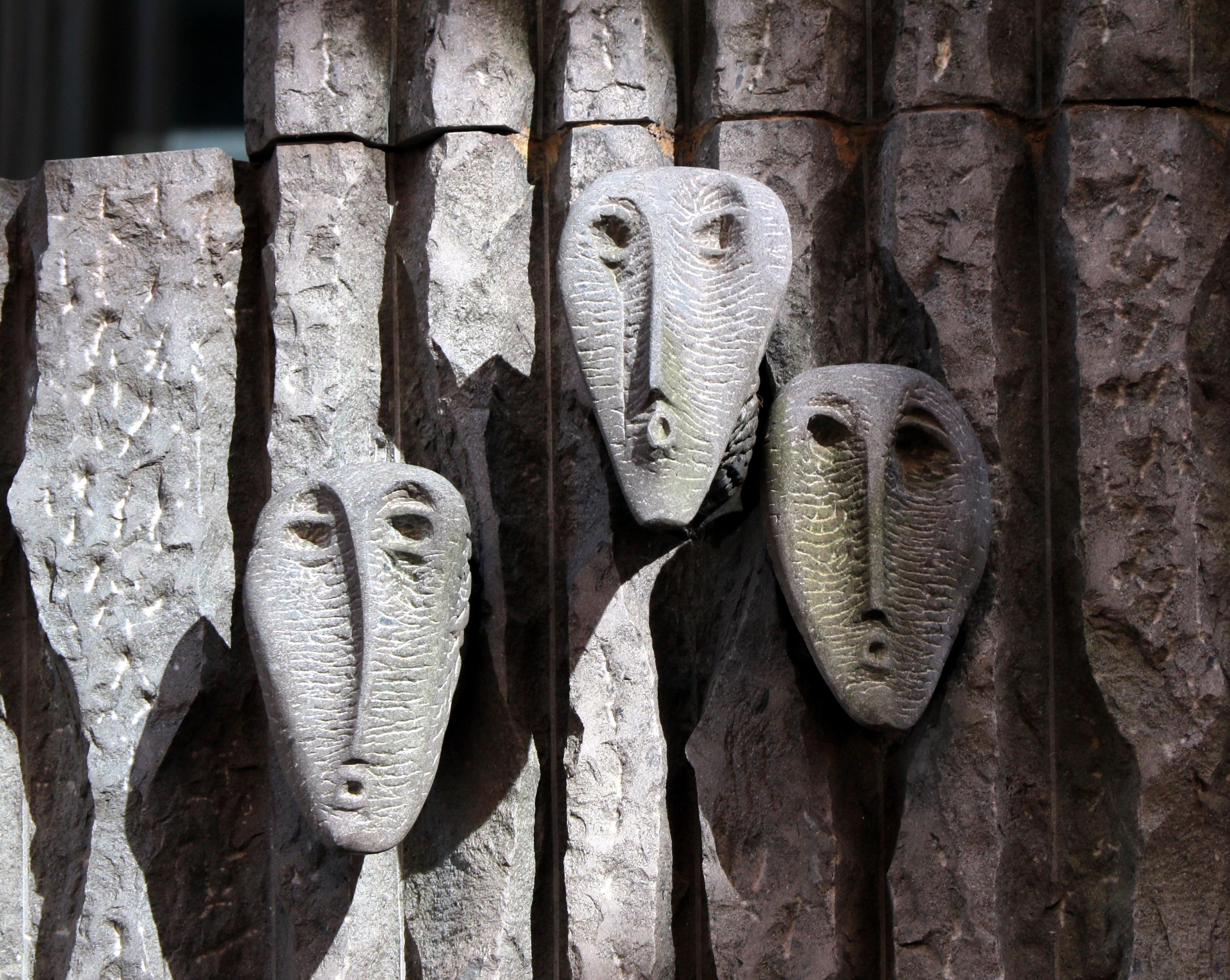
Fontaine aux masques (détail).